# Coritiba Foot Ball Club
O Coritiba Foot Ball Club, mais conhecido como Coritiba, é um clube desportivo brasileiro da cidade de Curitiba. Fundado em 12 de outubro de 1909 por descendentes de alemães, é um dos clubes mais populares do Paraná e tradicionais do Sul do Brasil, sendo o mais antigo do estado, e dentre os clubes campeões brasileiros, o terceiro mais antigo da região, além de ser o clube com mais títulos do Paraná.
Popularmente chamado de Coxa, tem como suas cores o verde e o branco, e como estádio o Couto Pereira, inaugurado em 1932 e com capacidade atual para receber mais de 40 000 pessoas. Seu rival local é o Athletico Paranaense, com quem faz o clássico Athletiba, um dos maiores clássicos do futebol nacional, disputando também o clássico Paratiba, que é realizado contra o Paraná Clube.
Foi o primeiro clube do futebol paranaense a conquistar o Campeonato Brasileiro, em 1985, quebrando a hegemonia de equipes de São Paulo, Rio de Janeiro, Rio Grande do Sul e Minas Gerais que perdurava desde 1960. Além desse título, o Coritiba soma 39 campeonatos paranaenses, mais do que ambos os rivais juntos, sendo o atual recordista de taças na história da principal competição estadual e o detentor de um hexa campeonato no estado, sequência de 1971 até 1976, vice-campeão em 1977, seria campeão de novo em 1978 e 1979, conquistando também nesse período de nove anos o Torneio do Povo de 1973, um total de nove títulos de campeão. Possui também dois vice-campeonatos na Copa do Brasil, em 2011 e 2012, além de dois Campeonatos Brasileiros da série B, conquistados em 2007 e 2010.
O alviverde curitibano foi também a primeira equipe paranaense a participar da Copa Libertadores da América, pioneirismo ocorrido no ano de 1986. O Coritiba é um dos recordistas de vitórias consecutivas em competições oficiais, com 24 (vinte e quatro) feito alcançado em 2011, e a maior sequência dentre os times do continente, tendo disputado cerca de 5.000 jogos em sua história até junho de 2025.

## Visão geral
O Coritiba é o primeiro clube do sul do Brasil a ter conquistado um título nacional, o Torneio do Povo de 1973, e também o primeiro clube do sul a ter competido nas duas principais competições continentais, a Copa Libertadores da América e a Copa Sul-Americana. A melhor participação do Coritiba na Copa Sul-Americana ocorreu em 2016, quando a equipe chegou às quartas de final. No entanto, na Copa Libertadores da América, o clube não conseguiu superar a fase de grupos em nenhuma das edições das quais participou.
Foi o primeiro clube do Paraná a conquistar o Série A (o principal título no Brasil) e a alcançar as semifinais na segunda principal competição do país, a Copa do Brasil, em 1991, 2001, 2009, além de chegar às finais em 2011 e 2012. Único a conquistar seis títulos consecutivos do Paranaense, entre 1971 e 1976, o Coritiba também é o clube com mais participações neste campeonato. 
Com mais de 35 mil associados, o Coxa é uma das agremiações com o maior número de sócios torcedores do país.
O maior artilheiro da História do Coritiba é Duílio Dias, com 254 gols marcados, já quem mais atuou pelo Coxa foi o ex-goleiro Jairo, com 410 partidas.
Desde 2013, possui parcerias (incluindo empréstimos e trocas de jogadores jovens) com Porto e Benfica de Portugal, Chivas Guadalajara do México, Daegu da Coreia do Sul e VVV-Venlo dos Países Baixos. Em 2022, o Coritiba anunciou parceria com o Norwich City, da Inglaterra.

## História

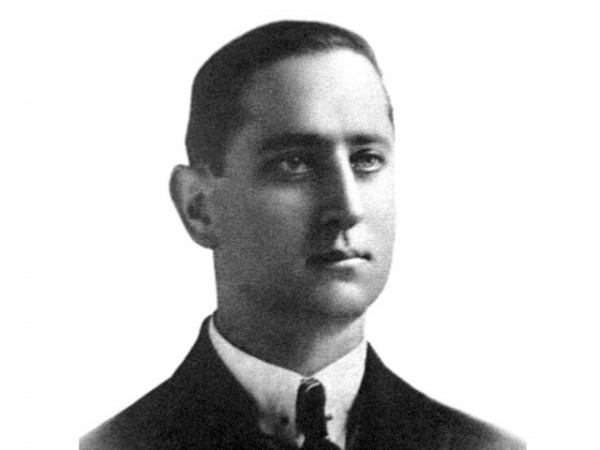
Fritz Essenfelder, um dos fundadores do Coritiba.

Em 1909, um grupo de jovens se reunia no clube Teuto Brasilianischer Turnverein Zu Curitiba (em português, Clube Ginástico Teuto-Brasileiro Turnverein), onde a comunidade de imigrantes alemães de Curitiba se reunia para jogar uma variedade de Esportes. Em julho daquele ano, um destaque do clube, Frederico "Fritz" Essenfelder chegou com uma bola de couro na mão. Explicou aos amigos que era uma bola de futebol e explicou as regras deste novo jogo. Fritz e seus amigos do clube começaram a organizar partidas no campo do Quartel da Força Pública.
Mais tarde, veio o convite para disputar uma partida contra um clube de trabalhadores, muitos deles ingleses, da ferrovia de Ponta Grossa. Em 12 de outubro de 1909, Fritz convocou uma reunião no antigo Teatro Hauer (Hauer Theatre) para organizar a primeira partida. Decidiu-se formar um clube de futebol, que ele chamaria de Teuto-Brasileiro. O Teuto-Brasileiro seria o primeiro clube de futebol do estado do Paraná.
No dia seguinte ao jogo em Ponta Grossa, entusiasmados com o novo esporte, os jovens discutiram a possibilidade da criação de um novo clube dedicado exclusivamente a prática do futebol. Após várias reuniões, no dia 30 de janeiro de 1910, foi fundado o "Coritibano Foot Ball Club", nome pelo qual os jovens foram tratados em Ponta Grossa quando lá jogaram. A primeira assembleia foi realizada em 21 de abril de 1910, após o clube solicitar todas as regras do esporte no Rio de Janeiro e em São Paulo. Nela aconteceu a votação para a primeira diretoria, composta pelo presidente João Viana Seiler e seu vice Arthur Hauer.
Foi nessa assembleia que o nome do clube foi alterado para "Coritiba", antiga grafia da capital paranaense, uma vez que já havia na cidade um clube social chamado Coritibano. Inicia-se então a procura por um campo. O local escolhido foi o hipódromo do Guabirotuba, atual PUC-PR, que além de ter as arquibancadas necessárias para acomodar os torcedores, possuía no centro da pista de corridas uma grande área que não era utilizada.
Em 1915, são disputados pela primeira vez o Campeonato da Cidade e o Campeonato Paranaense, com o Coritiba participando nas duas competições. Já no ano seguinte, sagra-se campeão em ambas as competições. No dia 2 de julho de 1916, a goleada de 7x0 sobre o Espartano Esporte Clube pelo campeonato estadual, se torna a primeira grande goleada do clube em jogos oficiais. O destaque do time no ano foi José Bermudes, mais conhecido como Maxambomba, que viria a se tornar o primeiro jogador de uma equipe paranaense a ser convocado para a seleção brasileira. Em 1917, vence também o Torneio Afonso Camargo e passa a jogar no Parque da Graciosa, no Juvevê, onde ergueu um novo estádio no qual ficou até 1932.
Em 1920, é campeão do Torneio Início. No ano seguinte, vence novamente o Torneio Início, assim como o Torneio da Cruz Vermelha e o Torneio de Tiradentes. No mesmo ano, no dia 15 de agosto, a vitória por 1x0 sobre Seleção Paulista, que era a base da Seleção Brasileira, coloca pela primeira vez o futebol paranaense em evidência a âmbito nacional. O atacante Maxambomba e o meia Gonçalo Pena são convocados para servirem a seleção brasileira no Campeonato Sul-Americano de 1921, atual Copa América. Em 1924, disputa a primeira partida oficial contra aquele que viria a se tornar seu maior rival dentro do estado, o Athletico Paranaense. A partida, disputada no dia 8 de junho, termina na goleada de 6x3 para o Coritiba, com quatro gols de Ninho.

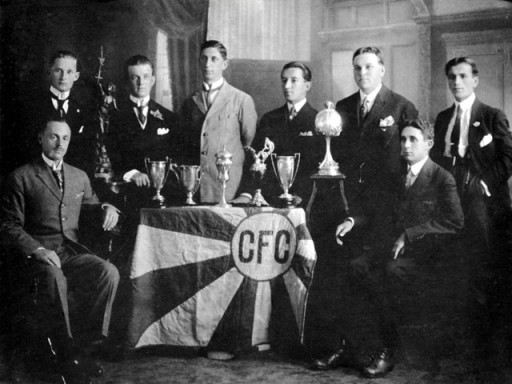
Diretoria do Coritiba Foot Ball Club em 1927, presidente do clube, Major Antônio Couto Pereira, o primeiro sentado a esquerda

Em 1927, já com Antônio Couto Pereira como presidente, vence o campeonato estadual numa campanha de oito vitórias em nove jogos, e com Staco marcando sete gols na vitória de 9x0 sobre o Savoia. No mesmo ano, vence também o Campeonato da Cidade e a Taça Fox, que da início a rivalidade entre Coritiba e Athletico Paranaense. Em 1930 o Coritiba é campeão do Torneiro Início. No dia 23 de novembro, a goleada de 7x4 sobre o Athletico Paranaense, se torna o clássico com maior número de gols da história. No ano seguinte, vence o Campeonato Paranaense e o Campeonato da Cidade. O campeonato estadual de 1931 é um capítulo a parte na história coritibana, principalmente a decisão com o Palestra Itália, que contou com um personagem que está eternizado na história do clube, Moacyr Gonçalves, apelidado de  Príncipe, o primeiro jogador afrodescendente a vestir a camisa de um clube da capital.
Em 1932, vence o Torneio Início e o Torneio dos Cronistas Esportivos. No 07 dia de agosto, vence o Atletiba por 6x1 jogando na casa do rival e com um time composto, na sua maioria, por reservas. No dia 19 de novembro, é inaugurado o estádio Belfort Duarte. O jogo de inauguração foi diante do América-RJ, atual campeão carioca, que terminou em 4x2 para o time paranaense. Segue então uma fase de vitórias em vários campeonatos, contando com Campeonato da Cidade (1933, 1935 e 1939), campeonato estadual (1933, 1935 e 1939), Torneio Arthur Friedenreich (1934) e Torneio Início (1939).
Em 1941 e 1942, conquista o seu primeiro bicampeonato estadual, Neno marca sete gols na vitória de 10x2 sobre o Jacarezinho em 1 de fevereiro de 1942. No dia 8 de dezembro, o Coritiba aplica a sua primeira grande goleada contra um time de fora do estado, vencendo o Internacional por 7x4 num amistoso no Belfort Duarte. Em 1943 vence o Torneio Imprensa e o Torneio Luis Aranha. Em 1944, vence o Torneio Getúlio Vargas, e no ano seguinte, conquistam o torneio Cidade de Curitiba.
Em 1950, o Coritiba conquista o Torneio Triangular de Curitiba e, em 1951 e 1952, o Torneio Início e o bicampeonato estadual. É campeão em 1953 dos Torneios Quadrangular Interestadual e Quadrangular de Londrina. Tanto em 1954 quanto 1956 é campeão estadual. Em 1956, já sob o comando de Aryon Cornelsen, que permaneceu na presidência até 1963. No ano seguinte, é bicampeão paranaense e ganha também o Torneio Início. Em 1959 é novamente campeão estadual, terminando a década de 1950 com seis títulos estaduais conquistados.

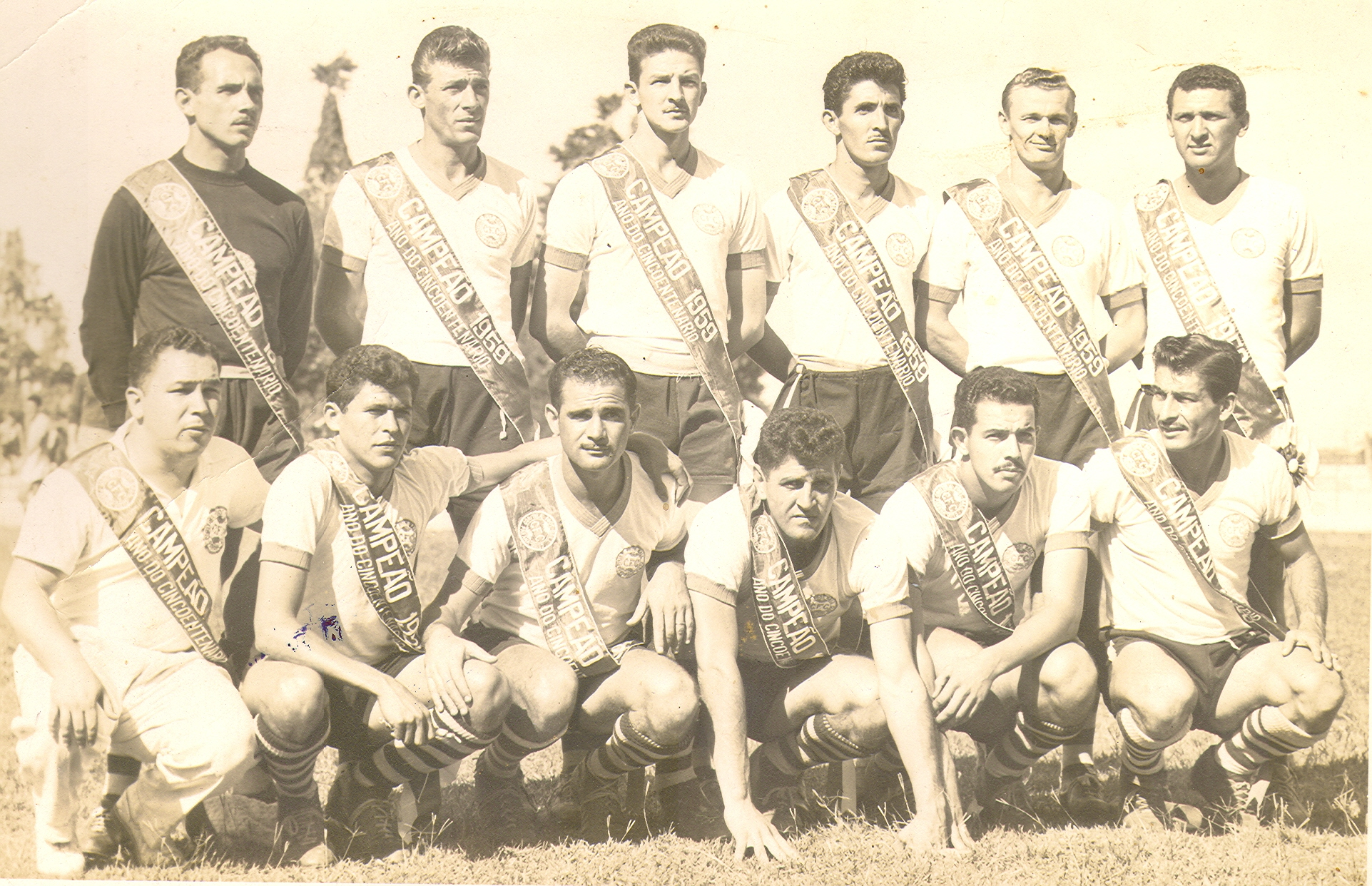
Coritiba 1959

Em 1960, o Coxa é bicampeão paranaense. No mesmo ano, perdeu o célebre jogo da moeda para o Grêmio, pela Taça Brasil. Após três empates sucessivos entre as equipes, a vaga foi decidida no cara ou coroa. Em 1967 Evangelino da Costa Neves é eleito presidente do clube, permanecendo por mais de vinte anos, em três mandatos. No dia 6 de agosto, vence o Atlético de Madrid da Espanha no Belfort Duarte, por 3 x 2, com 3 gols de Walter. No dia 12 de dezembro, vence a seleção da Hungria, por 1 x 0 no Belfort Duarte. A Hungria venceu a seleção brasileira na Copa do Mundo de 1966.
Em 1969, o Coritiba é bicampeão estadual e faz sua primeira excursão para o exterior, participando de jogos amistosos na Alemanha, Áustria, Bulgária, Holanda e Bélgica, participa também do III Torneio Cidade de Murcia, na Espanha, e conquista a Taça Pierre Colon, na França. Durante estes torneios, o Coxa enfrentou as principais equipes de cada país, o Valencia da Espanha, o Borussia Dortmund da Alemanha, o Bordeaux da França, o Feyenoord da Holanda, o Austria Viena da Áustria, o Levski Sofia da Bulgária, e o Anderlecht da Bélgica.
Em 1971, o Coxa assume a hegemonia definitiva do futebol paranaense na chamada década de ouro. O título estadual abre a série do hexacampeonato (1971, 1972, 1973, 1974, 1975, 1976). No dia 18 de janeiro do mesmo ano, vence a seleção da França por 2 x 1 no Belfort Duarte. Dias antes a França havia vencido a seleção Argentina.

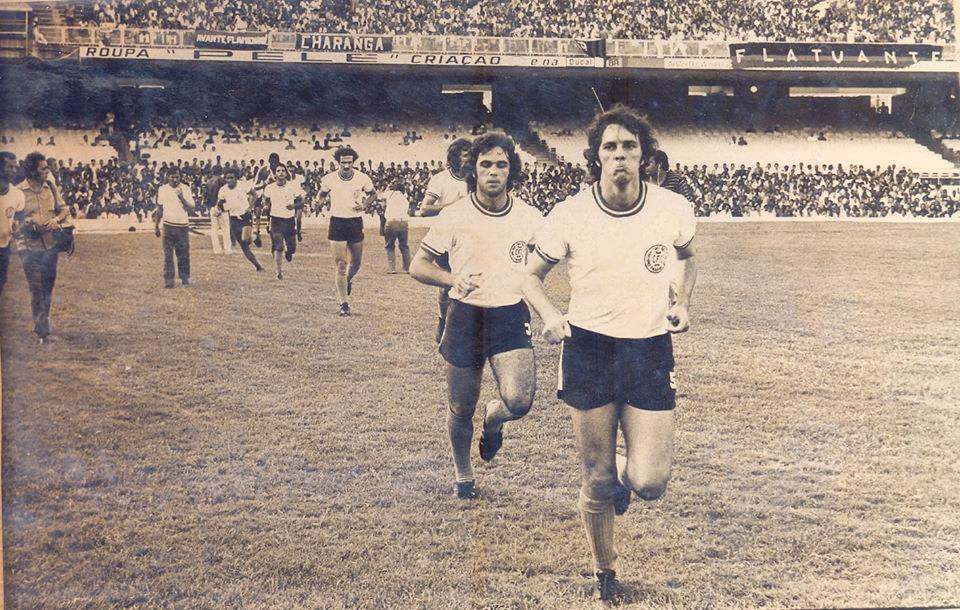
Torneio do Povo (1973)

Em 1973, o Coritiba vence o Torneio do Povo, se tornando a primeira equipe do sul do Brasil a conquistar um torneio de âmbito nacional. No dia 18 de junho do mesmo ano, vence a seleção do Paraguai por 1 x 0 no Belfort Duarte. Conquista ainda o Quadrangular de Goiás em 1975 e a Taça Cidade de Curitiba/Taça Clemente Comandulli em 1976 e 1978. Em 1977 o nome do estádio Belfort Duarte é alterado para Major Antônio Couto Pereira, e nos anos de 1978 e 1979 o time é bicampeão estadual, terminando a década de 1970 com oito títulos estaduais conquistado. Ainda em 1979, termina o campeonato nacional em terceiro lugar.
Em 1985, acontece a maior glória do Coritiba e do futebol paranaense até então. Desacreditada, a equipe comandada por Ênio Andrade suplanta os desafios e conquista o título brasileiro vencendo nos pênaltis o Bangu em pleno Maracanã. Torcedores de Vasco, Flamengo, Fluminense e Botafogo foram apoiar o Bangu, somando mais de 91 mil pagantes. Mesmo sendo campeão, o Coritiba terminou o Campeonato Brasileiro de 1985 com saldo de gols negativo. Devido a somatória da péssima primeira fase, com as fases subsequentes do Campeonato de 1985, o Coritiba é o único time do mundo que foi campeão de uma competição nacional com saldo de gols negativo, apesar de ter tido saldo negativo apenas na primeira fase. Em 1986, o Coxa participa da Copa Libertadores da América se tornando o primeiro time paranaense a disputar a competição. No mesmo ano é campeão paranaense. Em 1987, é convidado para integrar o Clube dos 13 e participa da Copa União (Campeonato Brasileiro), mesmo tendo sofrido o rebaixamento em 1986, devido ao fato da CBF ter reorganizado o Campeonato Brasileiro naquele ano.

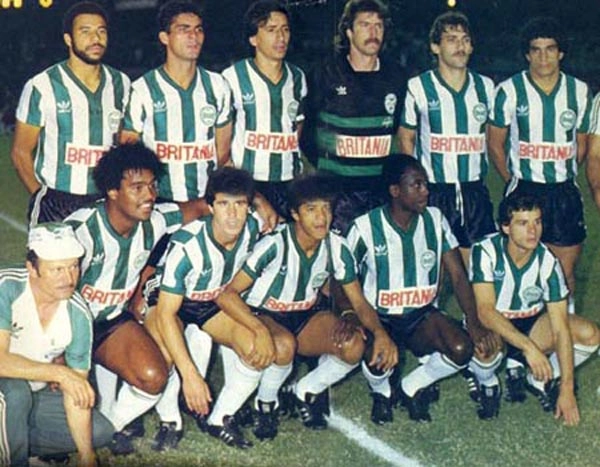
Elenco campeão nacional no Maracanã

Em 1989, conquista o campeonato estadual. No mesmo ano, fazia boa campanha no Brasileiro, mas se nega a aceitar uma mudança de calendário que fazia com que o time jogasse um dia antes do Vasco da Gama – seu adversário no grupo. O Coxa então não compareceu ao jogo contra o Santos em Juiz de Fora e foi punido pela CBF com a derrota por 1 x 0, a perda de mais 5 pontos e a queda automática para a Série B. No dia 18 de junho, o Coxa vence a seleção do Japão por 1 x 0 no Couto Pereira.
Em 1990, o drama do ano anterior ainda abate o clube, que entra em uma nova crise que se propaga por toda a primeira metade da década. Ainda assim, o time conseguiu um bom desempenho na Copa do Brasil de 1991, chegando às semifinais. Após dois anos amargando a segundona, em 1992 o Coxa consegue retornar para a primeira divisão do campeonato nacional, porém torna a cair em 1993. Em 1995, após uma derrota para a Sociedade Esportiva Matsubara, Evangelino Neves é pressionado a deixar o clube. Édison Mauad, Sérgio Prosdócimo e Joel Malucelli assumem o Coritiba e lutam para aplacar as dívidas e montar um bom time. Conseguem o vice campeonato da Série B, vendo seu maior rival Atlético Paranaense ser campeão, e recolocam o Coritiba na primeira divisão.
No Brasileiro de 1998, o time faz uma grande campanha, acabando a primeira fase em terceiro lugar. Na fase de mata-mata, porém, é eliminado pela Portuguesa, terminando a competição na sexta colocação. Em 1999, o clube volta a ser campeão paranaense após um jejum de nove anos.
Em 2001, o clube teve um bom primeiro semestre, sendo vice-campeão da Copa Sul-Minas e chegando à semifinal da Copa do Brasil. Em 2002, depois de um início claudicante, o Coritiba melhora na temporada e brilha como uma das melhores equipes do campeonato brasileiro. Porém, o Coxa acabou derrotado pelo já rebaixado Gama na fase de classificação, por 4 a 0 no Distrito Federal, dando adeus à possibilidade de disputar o título brasileiro. Em 2003, além de ser campeão estadual invicto, chega em quinto no Campeonato Brasileiro, o primeiro de pontos corridos da história, conquistando o direito de disputar a Libertadores da América no ano seguinte. Em 2004, conquista o bicampeonato estadual e participa das copas Sul-Americana e Libertadores da América.
Em 2007, Guilherme Macuglia era o novo técnico, assumindo a posição durante o Campeonato Paranaense, a Copa do Brasil e parte do Campeonato Brasileiro. Em junho de 2007, Renê Simões é contratado como novo técnico após demissão de Macuglia. Durante esse período, os jogadores revelados pelas categorias de base do clube destacavam-se no time, como o zagueiro Henrique, os meias Marlos e Pedro Ken e o atacante Keirrison, além de jogadores como Gustavo, Túlio e o goleiro Edson Bastos. No dia 3 de novembro, com quatro rodadas de antecedência, o Coritiba garantiu matematicamente o acesso à Série A do Campeonato Brasileiro ao empatar com o Vitória no Couto Pereira. No dia 24 de novembro, valendo pela última rodada, com a vitória sobre a equipe do Santa Cruz no Estádio do Arruda, o Coxa sagrou-se campeão da Série B do Campeonato Brasileiro de 2007.
No Campeonato Brasileiro, o clube se manteve basicamente na zona intermediária, chegando à última rodada com chances de ser rebaixado. O jogo era em casa, contra o Fluminense, e o Coritiba precisava apenas de uma vitória para evitar o descenso. O jogo terminou empatado e a combinação deste resultado com a vitória do Botafogo perante o Palmeiras por 2 a 1, resultou no rebaixamento do clube. Alguns vândalos, insatisfeitos, protagonizaram cenas de violência: invadiram o gramado para tentar agredir o árbitro e agrediram policiais, arremessando objetos. Em razão da irrefletida conduta desses vândalos, o STJD puniu o clube com a perda do mando de campo de 10 jogos e multa de 5 mil reais. O time cumpriu a íntegra da sanção desportiva, jogando mais do que um turno inteiro do Brasileirão da Série B, de 2010, longe do Estádio Couto Pereira, mandando seus jogos na Arena Joinville, situada na cidade de Joinville de onde se despediu em 7 de setembro de 2010, com vitória de 3x1 sobre a equipe do Náutico.
Em 24 de abril de 2011, precisando apenas de um empate para levar o título com uma rodada de antecedência, o Coritiba sagrou-se mais uma vez Campeão Paranaense de Futebol, ao golear por 3 a 0 Atlético Paranaense, em jogo disputado na Arena da Baixada. O bicampeonato estadual foi conquistado de forma invicta, com apenas dois empates.
No dia 28 de abril, ao vencer o Caxias por 1 a 0 em jogo válido pelas oitavas-de-final da Copa do Brasil de 2011, o clube entrou para a história do Futebol Brasileiro ao bater o recorde de vitórias seguidas, que até então o clube dividia com o Palmeiras de 1996, que conseguiu 21 vitórias em série, e que passa a ser do Coxa. Com a vitória sobre o Cianorte, fechando invicto o Campeonato Paranaense de 2011, e a goleada por 6 x 0 contra o Palmeiras, pela Copa do Brasil, o Coxa atingiu a marca de 24 vitórias seguidas.
Ainda em 2011, o Coritiba se classificou para a final da Copa do Brasil de 2011, após vencer o Ceará, feito inédito para um clube do estado. Na final, contra o Vasco da Gama, perdeu o primeiro jogo por 1 a 0 e ganhou o segundo, em casa, por 3 a 2, perdendo a disputa no critério de gols marcados fora de casa.
Em 2012, o Coxa venceu novamente o Campeonato Paranaense, atingindo o tricampeonato e também se classificou novamente para a final da Copa do Brasil. Porém, na decisão do torneio nacional, mais uma vez ficou em segundo lugar, novamente diante de sua torcida, com um empate (1 a 1) contra o Palmeiras. O clube paranaense já havia sido derrotado na primeira partida ante a equipe palestrina por 2 a 0, em Barueri. Na Copa Sul-Americana, eliminação precoce: derrota por 1 a 0 para o Grêmio em Porto Alegre e vitória por 3 a 2 no Couto Pereira classificaram a equipe gaúcha para a fase final da competição pelo critério dos gols marcados como visitante.
A temporada de 2013 consagrou o clube com o seu tetra-campeonato estadual consecutivo (2010/2011/2012/2013), depois de dois Atletibas, com um empate no primeiro joga da final e uma vitória dentro de sua casa.
Em 22 de junho de 2023, o Coritiba anunciou a venda de 90% da Sociedade Anônima do Futebol (SAF) para a empresa Treecorp Investimentos, pelo valor de R$ 1,1 bilhão. A transação foi aprovada em juízo após aval do Ministério Público. Os 10% restantes da SAF permanecem sob responsabilidade da Associação Civil do Clube.
A temporada de 2023, primeira da SAF do Coritiba, não trouxe bons resultados esportivos. O Coxa foi eliminado do Campeonato paranaense ainda nas quartas-de-final, para o FC Cascavel, caiu diante ao Sport na terceira fase da Copa do Brasil, e amargou o rebaixamento no Campeonato Brasileiro.
Em 2024, o ano do Coritiba foi ainda pior. Após a eliminação na Copa do Brasil diante do modesto Águia de Marabá, foi eliminado do Paranaense nas semifinais, e ainda terminou a Série B na 12º colocação, longe do acesso.
No ano de 2025 o clube homenageou os campeões brasileiros pelos 40 anos do título de 1985, momentos antes da partida válida pela 19º rodada da Série B, juntamente com o presidente da Confederação Brasileira de Futebol (CBF), Samir Xaud. Dias depois em sua sede no Rio de Janeiro, a CBF também prestou homenagem e entregou as medalhas oficiais referentes ao título, devido ao fato de não terem sido entregues após a final, Dida, Rafael Cammarota, André, Índio e Elizeu, receberam as medalhas e as restantes serão entregues aos que não compareceram e as famílias dos já falecidos.

## Títulos

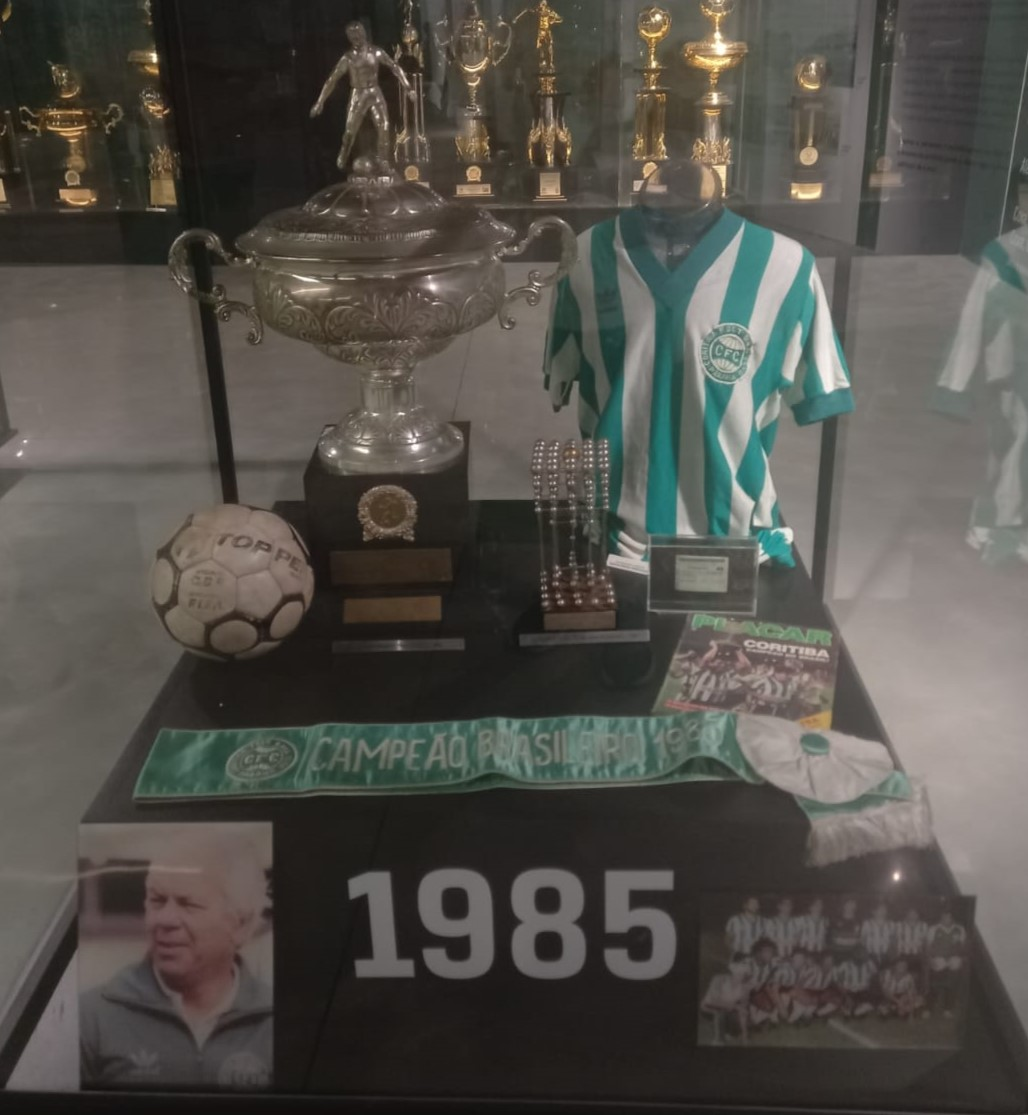
Troféu do Campeonato Brasileiro de 1985, exposto no museu do clube.

Campeão invicto

  Campeão vencendo os dois turnos
Abaixo lista dos títulos do Coritiba, sem considerar os oriundos de excursões internacionais e amistosos, fases e turnos do campeonato estadual e Torneio Início do Paraná, onde as partidas eram realizadas no mesmo dia e tinham tempo reduzido. 
Destaca-se o título no Campeonato Brasileiro de 1985, o primeiro de um clube paranaense e o Torneio do Povo de 1973, o primeiro título nacional de um clube do sul do país, além de ser o maior vencedor no Campeonato Paranaense com 39 conquistas.
| HONRARIAS    | HONRARIAS                                | HONRARIAS | HONRARIAS |
|              | Honra                                    | Títulos   | Temporadas |
| ------------ | ---------------------------------------- | --------- | --- |
|              | Recorde mundial de vitórias consecutivas | 1         | 2011 a 2015 |
|              | Placa de Homenagem ao Centenário         | 1         | 2009 |
|              | Fita Azul Internacional                  | 1         | 1972 |
|              | Campeão Paranaense do Século XX          | 1         | 1916–2000(1) |
| NACIONAIS    |                                          |           | |
|              | Competição                               | Títulos   | Temporadas |
|              | Campeonato Brasileiro                    | 1         | 1985 |
|              | Campeonato Brasileiro - Série B          | 2         | 2007 e 2010 |
| EXTRAOFICIAL |                                          |           | |
|              | Competição                               | Títulos   | Temporadas |
|              | Torneio do Povo                          | 1         | 1973(2) |
| ESTADUAIS    |                                          |           | |
|              | Competição                               | Títulos   | Temporadas |
|              | Campeonato Paranaense                    | 39        | 1916, 1927, 1931, 1933, 1935, 1939, 1941, 1942, 1946, 1947, 1951, 1952, 1954, 1956, 1957, 1959, 1960, 1968, 1969, 1971, 1972, 1973, 1974, 1975, 1976, 1978, 1979, 1986, 1989, 1999, 2003, 2004, 2008, 2010, 2011, 2012, 2013, 2017 e 2022 |
|              | Liga APSA                                | 1         | 1916(3) |
| TOTAL        |                                          |           | |
|              | Conquistas                               | Títulos   | Categorias |
|              | Títulos oficiais                         | 44        | 3 Nacionais, 1 Extraoficial e 40 Estaduais |

(1) Por ter sido o clube paranaense com maior número de títulos estaduais no século passado (30).
(2) A edição de 1973 foi a última a ser disputada e a única com participação da CBD (Confederação Brasileira de Desportos) na organização, o clube tentou junto a CBF o reconhecimento do título.
(3) Houveram duas ligas, o Coritiba venceu a Liga APSA (Associação Paranaense de Sports Athléticos), o Britânia venceu a LSP (Liga Sportiva Paranaense), os campeões das duas ligas se enfrentaram e após vencer a decisão o alviverde conquistou o título unificado de 1916.

### Campanhas de destaque
| Coritiba Foot Ball Club         | Coritiba Foot Ball Club | Coritiba Foot Ball Club | Coritiba Foot Ball Club | Coritiba Foot Ball Club |
| Torneio                         | Campeão                 | Vice-campeão            | Terceiro colocado       | Quarto colocado         |
| ------------------------------- | ----------------------- | ----------------------- | ----------------------- | ----------------------- |
| Campeonato Brasileiro           | 1 (1985)                | Não possui              | 1 (1979)                | 1 (1980)                |
| Copa do Brasil                  | Não possui              | 2 (2011, 2012)          | 2 (2001, 2009)          | 1 (1991)                |
| Copa dos Campeões               | Não possui              | Não possui              | Não possui              | 1 (2001)                |
| Campeonato Brasileiro - Série B | 2 (2007, 2010)          | 1 (1995)                | 3 (1991, 2019, 2021)    | Não possui              |
| Copa Sul-Minas                  | Não possui              | 1 (2001)                | Não possui              | Não possui              |
| Campeonato Sul-Brasileiro       | Não possui              | Não possui              | Não possui              | 1 (1962)                |
| Campeonato Paranaense           | 39 (Último em 2022)     | 23 (Último em 2020)     | 25 (Último em 2024)     | 9 (Último em 1980)      |
| Taça FPF                        | Não possui              | 1 (2003)                | 1 (2015)                | Não possui              |

## Estatísticas

### Temporadas
Campeão.
     Vice-campeão.
|      | Paranaense       | Regional–Nacional | Copa do Brasil   | Campeonato Brasileiro | Campeonato Brasileiro | Sul-Americana     | Libertadores |
| Ano  | Fase Máxima      | Fase Máxima       | Fase Máxima      | Div.                  | Pos.                  | Fase Máxima       | Fase Máxima  |
| ---- | ---------------- | ----------------- | ---------------- | --------------------- | --------------------- | ----------------- | ------------ |
| 2025 | Quartas de final | A disputar        | 1ª fase          | B                     | Em disputa            | —                 | —            |
| 2024 | Semifinal        | Não foi disputada | 1ª fase          | B                     | 12°                   | —                 | —            |
| 2023 | Quartas de final | Não foi disputada | 3ª fase          | A                     | 19º                   | —                 | —            |
| 2022 | Final            | Não foi disputada | 3ª fase          | A                     | 15º                   | —                 | —            |
| 2021 | 1ª fase          | Não foi disputada | 3ª fase          | B                     | 3º                    | —                 | —            |
| 2020 | Final            | Não foi disputada | 1ª fase          | A                     | 19º                   | —                 | —            |
| 2019 | Semifinal        | Não foi disputada | 1ª fase          | B                     | 3º                    | —                 | —            |
| 2018 | Final            | Não foi disputada | 3ª fase          | B                     | 10º                   | —                 | —            |
| 2017 | Final            | —                 | 2ª fase          | A                     | 17º                   | —                 | —            |
| 2016 | Final            | Grupos            | 2ª fase          | A                     | 15º                   | Quartas de final  | —            |
| 2015 | Final            | Não foi disputada | Oitavas de final | A                     | 15º                   | —                 | —            |
| 2014 | Semifinal        | Não foi disputada | Oitavas de final | A                     | 14º                   | —                 | —            |
| 2013 | Final            | Não foi disputada | 2ª fase          | A                     | 11º                   | Oitavas de final  | —            |
| 2012 | Final            | Não foi disputada | Final            | A                     | 13º                   | 2ª fase           | —            |
| 2011 | 1º               | Não foi disputada | Final            | A                     | 8º                    | —                 | —            |
| 2010 | 1º               | Não foi disputada | 2ª fase          | B                     | 1º                    | —                 | —            |
| 2009 | 3º               | Não foi disputada | Semifinal        | A                     | 17º                   | 1ª fase           | —            |
| 2008 | Final            | Não foi disputada | 2ª fase          | A                     | 9º                    | —                 | —            |
| 2007 | Semifinal        | Não foi disputada | Oitavas de final | B                     | 1º                    | —                 | —            |
| 2006 | Semifinal        | Não foi disputada | 2ª fase          | B                     | 6º                    | —                 | —            |
| 2005 | Final            | Não foi disputada | Oitavas de final | A                     | 19º                   | —                 | —            |
| 2004 | Final            | Não foi disputada | —                | A                     | 12º                   | 1ª fase           | Grupos       |
| 2003 | Final            | Final             | 1ª fase          | A                     | 5º                    | —                 | —            |
| 2002 | Semifinal        | 1ª fase           | 1ª fase          | A                     | 11º                   | —                 | —            |
| 2001 | Semifinal        | Semifinal         | Semifinal        | A                     | 17º                   | Não foi disputada | —            |
| 2001 | Semifinal        | Final             | Semifinal        | A                     | 17º                   | Não foi disputada | —            |
| 2000 | Final            | Grupos            | 3ª fase          | A                     | 23º                   | Não foi disputada | —            |
| 1999 | Final            | 2ª fase           | Oitavas de final | A                     | 13º                   | Não foi disputada | —            |

#### Outras temporadas
| Ano  | Competição (Fase Máxima)              |
| ---- | ------------------------------------- |
| 1991 | Copa do Brasil (Semifinal)            |
| 1986 | Copa Libertadores da América (Grupos) |
| 1985 | Campeonato Brasileiro (Final)         |
| 1980 | Campeonato Brasileiro (Semifinal)     |
| 1979 | Campeonato Brasileiro (Semifinal)     |
| 1973 | Torneio do Povo (1º)                  |
| 1962 | Campeonato Sul-Brasileiro (4º)        |

### Participações
|  | Participações em 2025 |

| Competição         | Competição                   | Temporadas              | Melhor campanha            | Estreia | Última | P | R |
| Paraná             | Campeonato Paranaense        | 111                     | Campeão (39 vezes)         | 1915    | 2025   |   | – |
| Paraná             | Taça FPF                     | 5                       | Vice-campeão (2003)        | 1998    | 2025   |   |   |
|                    | Copa Sul-Minas               | 3                       | Vice-campeão (2001)        | 2000    | 2002   |   |   |
| Brasil             | Campeonato Brasileiro        | 42                      | Campeão (1985)             | 1960    | 2023   |   | 7 |
| Brasil             | Série B                      | 15                      | Campeão (2007 e 2010)      | 1981    | 2025   | 6 | – |
| Brasil             | Copa do Brasil               | 31                      | Vice-campeão (2011 e 2012) | 1990    | 2025   |   |   |
| Brasil             | Copa dos Campeões            | 1                       | Semifinal (2001)           | 2001    | 2001   |   |   |
|                    | Copa Libertadores da América | 2                       | Grupos (1986 e 2004)       | 1986    | 2004   |   |   |
| Copa Sul-Americana | 5                            | Quartas de final (2016) | 2004                       | 2016    |        |   |   |

### Retrospectos
Atualizado em agosto de 2025.
| Competição         | Competição                      | C  | T   | P     | J     | V     | E   | D   | GP    | GC    |
| ------------------ | ------------------------------- | -- | --- | ----- | ----- | ----- | --- | --- | ----- | ----- |
|                    | Copa Libertadores da América    | 0  | 2   | 15    | 12    | 4     | 5   | 3   | 15    | 13    |
| Copa Sul-Americana | 0                               | 5  | 17  | 16    | 5     | 2     | 9   | 17  | 22    |       |
| Brasil             | Campeonato Brasileiro           | 1  | 42  | 1.351 | 1.145 | 396   | 303 | 446 | 1.329 | 1.413 |
| Brasil             | Copa do Brasil                  | 0  | 31  | 216   | 143   | 61    | 39  | 43  | 208   | 147   |
| Brasil             | Campeonato Brasileiro - Série B | 2  | 15  | 574   | 375   | 166   | 99  | 110 | 504   | 398   |
| Paraná             | Campeonato Paranaense           | 39 | 111 | 3.393 | 2.261 | 1.277 | 536 | 448 | 4.550 | 2.326 |
| Paraná             | Taça FPF                        | 0  | 5   | 50    | 38    | 11    | 13  | 12  | 53    | 56    |

### Rankings
Melhores colocações do Coritiba nos principais rankings históricos.
| Ranking | Ranking da CBF | Ranking Folha | Ranking Folha | Ranking Placar |
| ------- | -------------- | ------------- | ------------- | -------------- |
| Ano     | 2013           | 2012-2020     | 2021-2022     | 2023           |
| Posição | 11º            | 17º           | 19º           | 15º            |
| Pontos  | 12.804         | 322           | 328           | 138            |

## Categorias de Base
O Coritiba em 2013 recebeu da Confederação Brasileira de Futebol (CBF), o certificado de Clube Formador, pelo reconhecimento como equipe formadora de atletas, consolindando as categorias do clube como uma das melhores do país.
Alguns jogadores formados no clube obtiveram destaque nacional e internacional; Adriano, Alex, Dirceu, Dodô, Henrique, Geraldo (futebolista), Igor Jesus, Igor Paixão, Kaio César, Keirrison, Lucas Mendes, Marlos, Matheus Cunha, Miranda, Rafinha e Yan Couto.
Abaixo uma relação dos principais títulos e campanhas de destaque da base alviverde.

### Títulos
| HONRARIAS      | HONRARIAS                                | HONRARIAS | HONRARIAS |
|                | Honra                                    | Títulos   | Temporadas |
| -------------- | ---------------------------------------- | --------- | --- |
|                | Certificado de Clube Formador (CBF)      | 1         | 2013 |
| INTERNACIONAIS |                                          |           | |
|                | Competição                               | Títulos   | Temporadas |
| Estados Unidos | Dallas Cup Sub-19                        | 2         | 2012 e 2015 |
| Itália         | Torneio Gradisca Sub-17                  | 2         | 2013 e 2014 |
| Brasil         | IberCup Sub-17                           | 1         | 2020 |
|                | EFIPAN Sub-13                            | 1         | 2015 |
| NACIONAIS      |                                          |           | |
|                | Competição                               | Títulos   | Temporadas |
| Brasil         | Copa do Brasil Sub-20                    | 1         | 2021 |
| Minas Gerais   | Taça Belo Horizonte Sub-20               | 1         | 2010 |
| Brasil         | Copa Votorantim Sub-15                   | 1         | 2012 |
| Brasil         | Alcans Cup Sub-14                        | 1         | 2024 |
| Brasil         | Campeonato Brasileiro Infantil           | 1         | 1991 |
| INTERESTADUAIS |                                          |           | |
|                | Competição                               | Títulos   | Temporadas |
|                | Sul Brasileiro BGPRIME Sub-14            | 1         | 2024 |
| ESTADUAIS      |                                          |           | |
|                | Competição                               | Títulos   | Temporadas |
| Paraná         | Campeonato Paranaense de Juniores Sub-20 | 26        | 1932, 1934, 1935, 1936, 1946, 1947, 1949, 1950, 1952, 1953, 1954, 1955, 1957, 1959, 1960, 1971, 1972, 1973, 1989, 1999, 2003, 2009, 2012, 2013, 2022 e 2023 |
| Paraná         | Campeonato Paranaense de Juvenis Sub-17  | 6         | 1983, 1984, 1992, 1999, 2009 e 2013 |
| Paraná         | Campeonato Paranaense Infantil Sub-15    | 6         | 2010, 2012, 2016, 2018, 2023 e 2025 |

### Campanhas de destaque
| Coritiba Foot Ball Club      | Coritiba Foot Ball Club | Coritiba Foot Ball Club | Coritiba Foot Ball Club | Coritiba Foot Ball Club    |
| Torneio                      | Campeão                 | Vice-campeão            | Terceiro colocado       | Quarto colocado            |
| ---------------------------- | ----------------------- | ----------------------- | ----------------------- | -------------------------- |
| Dallas Cup Sub-19            | 2 (2012, 2015)          | Não possui              | 2 (2014, 2017)          | Não possui                 |
| Torneio Gradisca Sub-17      | 2 (2013, 2014)          | 1 (2015)                | Não possui              | Não possui                 |
| Copa Santiago Sub-17         | Não possui              | 1 (2018)                | Não possui              | Não possui                 |
| EFIPAN Sub-13                | 1 (2015)                | Não possui              | Não possui              | 4 (2003, 2006, 2013, 2022) |
| Campeonato Brasileiro Sub-23 | Não possui              | Não possui              | Não possui              | 1 (2018)                   |
| Campeonato Brasileiro Sub-20 | Não possui              | 1 (2017)                | Não possui              | 1 (2016)                   |
| Copa do Brasil Sub-20        | 1 (2021)                | Não possui              | Não possui              | Não possui                 |
| Supercopa do Brasil Sub-20   | Não possui              | 1 (2021)                | —                       | —                          |
| Copa São Paulo Sub-20        | Não possui              | Não possui              | 1 (2012)                | 1 (2004)                   |
| Taça Belo Horizonte Sub-20   | 1 (2010)                | Não possui              | Não possui              | Não possui                 |
| Copa do Brasil Sub-15        | Não possui              | Não possui              | 2 (2004, 2012)          | Não possui                 |
| Copa Votorantim Sub-15       | 1 (2012)                | 1 (2016)                | 1 (1998)                | 1 (1999)                   |

## Feminino
Desde 2022, o clube conta com uma equipe no futebol feminino. Em parceira com o Imperial Futebol Clube, time da capital paranaense, o Coritiba retorna as atividades do futebol feminino. O Coritiba, anteriormente, já teve uma equipe feminina na temporada 2020/21.
Atualmente, o Coritiba Feminino está jogando o Brasileirão Feminino A3.

### Campanhas de destaque
| Coritiba Foot Ball Club | Coritiba Foot Ball Club | Coritiba Foot Ball Club | Coritiba Foot Ball Club | Coritiba Foot Ball Club |
| Torneio                 | Campeão                 | Vice-campeão            | Terceiro colocado       | Quarto colocado         |
| ----------------------- | ----------------------- | ----------------------- | ----------------------- | ----------------------- |
| Campeonato Paranaense   | Não possui              | 2 (2023, 2024)          | 1 (2022)                | Não possui              |

## Clube

### Símbolos

#### Nome
A ata de fundação do Coritiba, em 27 de outubro de 1909, foi aprovada com o nome do clube sendo Coritibano Foot Ball Club. Apenas em 21 de abril de 1910, que o nome do clube passou a ser Coritiba Foot Ball Club. O nome "Coritibano" foi escolhido, pois, na primeira partida contra o Clube de Foot Ball de Tiro Pontagrossense, os jogadores do Coritiba foram recepcionados como Coritibanos.
No ano de fundação do Coritiba, 1909, a grafia da cidade era feita de duas maneiras distintas: Corityba, grafia europeia, e Curityba, grafia tupi-guarani. Ambas estavam corretas para a época.  Em 1910, o Coritiba passou a ser chamado de Corityba. Em 1912, quando a cidade mudou oficialmente para o nome tupi-guarani. Três anos mais tarde, em 1915, a cidade mudou o y pelo i. O clube acompanhou a mudança e passou a se chamar definitivamente de Coritiba Foot Ball Club. 
Em relação ao Foot Ball Club, na época de fundação do Coritiba, diversos termos em inglês eram utilizado como "match" (partida), "players" (jogadores) e "team" (time), pois não haviam tradução para o português. Então, o clube adotou esses termos por ainda não terem sido aportuguesados no começo do século passado.

#### Cores

Bandeira do Estado do Paraná

Suas cores, o verde e o branco, remetem às cores da bandeira do estado do Paraná.
Fundado em 12 de outubro de 1909, o Coritiba é o clube "alviverde" mais antigo do futebol brasileiro.

#### Escudo
| Evolução do escudo do Coritiba Foot Ball Club | Evolução do escudo do Coritiba Foot Ball Club | Evolução do escudo do Coritiba Foot Ball Club | Evolução do escudo do Coritiba Foot Ball Club | Evolução do escudo do Coritiba Foot Ball Club | Evolução do escudo do Coritiba Foot Ball Club | Evolução do escudo do Coritiba Foot Ball Club | Evolução do escudo do Coritiba Foot Ball Club | Evolução do escudo do Coritiba Foot Ball Club |
| 1909                                          | 1909                                          | 1916                                          | 1930                                          | 1960                                          | 1970                                          | 1985                                          | 1990                                          | Atual                                         |
| --------------------------------------------- | --------------------------------------------- | --------------------------------------------- | --------------------------------------------- | --------------------------------------------- | --------------------------------------------- | --------------------------------------------- | --------------------------------------------- | --------------------------------------------- |

Conforme o 9º parágrafo do Capítulo II do Estatuto do clube, o emblema é constituído por um círculo, simbolizando o globo terrestre; nas partes superior e inferior, desenho raiado, lembrando calotas polares em visual de alto relevo; em torno do círculo, no interior de duas linhas paralelas periféricas, está grafado o nome CORITIBA FOOT BALL CLUB, por extenso, com a grafia PARANÁ no espaço inferior; e, com destaque no centro de globo, as iniciais CFC.
| “ | A ideia central de seu significado como elemento gráfico é constituída por um círculo simbolizando o globo terrestre. Nas partes superior e inferior do círculo, um desenho raiado, lembrando calotas polares em visual de alto relevo. Em torno do círculo, no interior de duas linhas paralelas periféricas, está gravado o nome do CORITIBA FOOT BALL CLUB, por extenso, com a grafia PARANÁ no espaço inferior, e, com destaque no centro do globo, as iniciais C.F.C. | ” |
|   | — Manual da Marca do Coritiba, . |   |

O Coritiba-SE de Sergipe, o Comercial de Viçosa de Alagoas, o São Bento de Santa Catarina, o Bandeirante de Limeira, o Castanheira de Santa Luzia, o Cristo Redentor de Caxias do Sul, o Coritiba de Erechim, o Coritiba de Carlópolis, o Coritiba de Parelhas, o Coritiba de Santo Antônio, bem como o Olaria, equipe de futebol amador de Curitiba, tiveram seus escudos inspirados no do Coritiba.
A estrela dourada, acima do escudo, é o símbolo da maior conquista do Clube, o Campeonato Brasileiro de 1985.
| “ | Acima do emblema será colocada uma estrela, para representar a conquista de cada título brasileiro da divisão principal do país, podendo também serem incluídas marcas alusivas a conquistas de torneios nacionais ou internacionais expressivos. | ” |
|   | — Estatuto do Coritiba, . |   |

Desde a sua fundação, o Coritiba teve sete escudos diferentes. Em janeiro de 2023, a diretoria do Coritiba apresentou um projeto para a modernização do escudo alviverde.

#### Bandeira
Está lá, no Capítulo II, Artigo 8º do Estatuto do Clube: “O pavilhão do Coritiba tem o seu emblema situado em destaque no ângulo superior esquerdo, de onde saem traços representando raios alternados nas cores verde e branca, ocupando o espaço todo”.
A bandeira se tornou uma imagem do Coritiba, que vale toda a tradição e grandeza que faz do Coxa uma das grandes forças do futebol no Brasil. A fim de apoiar os maridos e namorados, as esposas e namoradas dos jogadores e sócios do Coritiba bordaram a bandeira. 
O pavilhão do Coritiba é uma das marcas na vida do clube, seja por sua origem ou representatividade. Por onde vai, o torcedor coxa-branca leva orgulhoso a sua bandeira, marca de amor ao seu Clube. 

#### Mascote
O time do Coritiba é representado por um simpático velhinho de descendência alemã, carinhosamente chamado de "Vovô Coxa" em homenagem ao fotógrafo e torcedor do clube Max Kopf.  O fotógrafo alemão Max Kopf morava a uma quadra do campo do Coritiba e costumava acompanhar os jogos do time desde a sua fundação. Por conta disso, ele era considerado uma espécie de amuleto para os jogadores e torcedores, que sempre o ovacionavam quando chegava no estádio. Quando o Coritiba jogava fora de casa, os atletas geralmente pediam que Max fosse levado junto.
Quando morreu, vítima de um câncer na garganta, em setembro de 1956, o presidente do Coritiba na época, Aryon Cornelsen, promoveu um concurso de desenho para escolher a melhor representação da mascote para o clube. Foi escolhido então um velhinho com cachimbo. No mesmo ano, em dezembro, o Coritiba organizou um torneio com os clubes da capital paranaense e, em sua homenagem, o torneio foi denominado "Torneio Max Kopf".
O clube é o mais antigo do Paraná, tendo completado 100 anos no dia 12 de outubro de 2009. O mascote representa, assim, a origem e toda a tradição do Coritiba e do futebol no estado do Paraná.

#### Apelido (Coxa-Branca)
Devido aos primeiros times do Coritiba serem formados basicamente por descendentes de alemães, isso virou alvo para as provocações vindas das torcidas adversárias.
Em 1941, durante um Atletiba decisivo, o então torcedor e futuro presidente do Athletico Paranaense, Jofre Cabral e Silva, tomado pelas emoções do clássico, não parou de gritar, "Alemão, quinta coluna!", "Coxa-Branca, quinta coluna!", entre outros xingamentos contra o zagueiro alviverde Hans Egon Breyer. Breyer, nascido na Alemanha, veio com a família para o Brasil aos seis anos de idade, e estreou em 1939 no Coritiba.
A ofensa preconceituosa vinda dos torcedores rivais acabou "pegando". No início incomodava não só o presidente Couto Pereira como toda a torcida coritibana. O apelido ganhava um tom ainda mais pejorativo pois era um período onde a Segunda Guerra Mundial acontecia. A alcunha tanto mudou a vida de Breyer que foi graças a ela que o jogador se desgostou do futebol e acabou deixando o clube em 1944, com 24 anos.
Desde a década anterior, quando o nazismo ganhou força, o clube convivia com insinuações de preconceito racial. Acusações que o presidente Couto Pereira rebatia prontamente. Seu exemplo preferido era Moacyr Gonçalves, jogador e técnico nos anos 30, o primeiro negro a vestir a camisa de um clube da capital. Citava também o capitão Anibal, Biguazinho e os irmãos Bananeiro e Janguinho, que atuaram nos anos 40. Historicamente, quatro dos cinco jogadores que mais vestiram a camisa do Coritiba em toda a sua história são negros: Jairo, Nilo, Reginaldo Nascimento e Édson Bastos.
Apesar de sua origem germânica, até a data em questão, já haviam passado pelo Coritiba imigrantes e descendentes de italianos, poloneses, espanhóis, holandeses, dinamarqueses, entre outros. O próprio presidente do clube, Couto Pereira, era cearense, e o fundador, "Fritz" Essenfelder, argentino. Historicamente, é o primeiro clube paranaense a ter no elenco um jogador europeu (alguns dos fundadores do clube em 1909), um jogador latino-americano (Fritz, da Argentina, em 1909), um jogador oriental (Kazu, do Japão, em 1989) e um jogador africano (Geraldo, de Angola, em 2009).
Apesar do preconceito sofrido, a própria história do Coritiba o descaracteriza como um clube racista ou única e exclusivamente de alemães. Curiosamente, o rival que tanto insinuava que o clube coritibano era racista, foi ter seu primeiro jogador negro no elenco apenas 33 anos após o primeiro negro vestir a camisa do Coritiba.
Com o tempo, o torcedor coritibano viu que não havia motivos para sentir-se envergonhado com sua origem germânica, e adotou com orgulho a alcunha de coxa-branca. A colônia germânica é a segunda maior do Paraná (em números, atrás apenas da italiana), e foi muito importante para o crescimento social, econômico e cultural da capital paranaense. Hoje em dia a expressão já perdeu seu caráter pejorativo, e passou a ser utilizada para se falar dos torcedores e jogadores do Coritiba, que em razão disso também é chamado de "Coxa".
Não há registo exato, mas a comemoração do título estadual de 1969 é apontado como marco para a união entre torcida e apelido. Vem daquela partida contra o Água Verde, no Estádio Oresthes Thá, o registro dos primeiros gritos da arquibancada de "Coxa, Coxa, Coxa!".

### Hino
O hino oficial do Coritiba foi composto pelo compositor e arquiteto Cláudio Ribeiro e pelo jornalista Homéro Reboli. Em 1999, o Coritiba promoveu um concurso para oficializar seu hino. A melodia é considerada hoje uma das mais bonitas do país.
O Coritiba não teve uma versão oficial do hino até o final dos anos 90. Para resolver essa situação, a diretoria do clube alviverde abriu um concurso para escolher o hino oficialmente. Foram 147 letras, mas a versão de Reboli e Ribeiro foi a vencedora.
Em 2018, um dos compositores do hino, Homero Reboli, morreu vítima de um infarto.

Lá no alto de tantas glórias

Brilhou, Brilhou um novo sol

Clareando com seus raios verde e branco

Encantando o país do futebol

Palco de artistas, jogadores

De um passado sem igual

Da arte dos teus grandes valores

O seu nome pelo mundo vai brilhar

Coritiba, Coritiba campeão do Paraná

Tua camisa alviverde

Com orgulho para sempre hei de amar

Jogando pelos campos brasileiros

Despertando na torcida emoção

Coritiba Campeão do Povo

Alegria do meu coração

Coxa, Coxa, é garra, é força, é tradição

Coxa, Coxa, explode coração.

Cláudio Ribeiro / Homero Réboli, Cláudio Ribeiro / Homero Réboli

#### História
O primeiro hino do Coritiba surgiu em 1928, em homenagem ao título estadual de 1927. Chamava-se "Hino do Coritiba Foot Ball Club", havia sido composto por Bento Mossorunga e Barros Cassal. Mossorunga também é o compositor do hino do estado do Paraná.
O segundo hino, Eterno Campeão, foi criado na década de 1970. De autoria de Sebastião Lima e Vinicius Coelho, foi criado em uma década de ouro da história do Coritiba, a música teve bastante sucesso entre os torcedores por ter um estilo parecido com às marchas carnavalescas da época.
Depois da conquista do Campeonato Paranaense de 1989, o hino "Coritiba Eterno Campeão", da autoria de Francis Night, em parceria com Lombardi Júnior, tornou-se um dos hinos preferidos da torcida coxa-branca. Em 2021, Francis Night morreu por complicações de uma infecção bacteriana aos 61 anos.
| Eterno Campeão (Década de 1970) Cori, Cori, Cori Cori, Cori, Cori Coritiba Coritiba, meu esquadrão Sempre presente no meu coração Vencer é o seu lema Trabalhar é tradição Salve, Salve, Coritiba Eterno Campeão Suas cores Verde e Branca No mastro da vitória Hão sempre de tremular A uma voz vamos todos cantar Vencer é o seu lema Trabalhar é tradição Salve, Salve, Coritiba Eterno Campeão. Vinicius Coelho / Sebastião Lima, Vinicius Coelho / Sebastião Lima | Coritiba Eterno Campeão (1989) De norte a sul Está brilhando o Coxa-Branca Meu Coritiba é o campeão do povo Oh, Glorioso! Como é bom te ver campeão de novo! (bis) És o vovô És tradição do Paraná Desde 1909 Meu verdão coxa-branca Tua camisa faz meu coração vibrar No alto de tantas glórias A verde e branca vive sempre a tremular O meu verdão é campeão brasileiro É fita azul é campeão no estrangeiro Oh, Glorioso! Como é bom te ver campeão de novo! Francis Night, Francis Night |

## Recordes

### Jogadores
Os jogadores que mais atuaram e marcaram gols, os zagueiros artilheiros e os goleiros com mais tempo sem sofrer gols.
| #  | Jogador              | Período                         | Jogos |
| -- | -------------------- | ------------------------------- | ----- |
| 1  | Jairo                | 1972-1976, 1982-1987            | 410   |
| 2  | Aladim               | 1973-1977, 1979-1980, 1983-1985 | 402   |
| 3  | Nilo                 | 1968-1976                       | 386   |
| 4  | Hermes               | 1970-1972, 1974-1978, 1983      | 366   |
| 5  | Nico                 | 1959-1971                       | 352   |
| 6  | Miltinho             | 1949-1963                       | 346   |
| 7  | Reginaldo Nascimento | 1997-2005                       | 338   |
| 8  | Vanderlei            | 2007-2014                       | 301   |
| 9  | Wilson               | 2015-2022                       | 296   |
| 10 | Cláudio Marques      | 1969-1975, 1978-1979            | 295   |

| #  | Jogador    | Período                         | Gols |
| -- | ---------- | ------------------------------- | ---- |
| 1  | Duílio     | 1954-1963                       | 254  |
| 2  | Neno       | 1941-1947, 1951-1953            | 134  |
| 3  | Ivo        | 1951-1961                       | 129  |
| 4  | Miltinho   | 1949-1963                       | 96   |
| 4  | Baby       | 1950-1970                       | 96   |
| 6  | Staco      | 1923-1932                       | 89   |
| 7  | Zé Roberto | 1971-1974                       | 72   |
| 7  | Keirrison  | 2006-2008, 2012-2015, 2017-2018 | 72   |
| 9  | Alex       | 1995-1997, 2013-2014            | 69   |
| 10 | Chicão     | 1988-1990                       | 65   |

| #  | Jogador         | Período   | Jogos | Gols |
| -- | --------------- | --------- | ----- | ---- |
| 1  | Dreyer          | 1972-1975 | 132   | 17   |
| 2  | Geraldo         | 2010-2014 | 122   | 13   |
| 3  | Sebastián Gómez | 2023-     | 89    | 4    |
| 4  | Ariel Nahuelpán | 2008-2010 | 84    | 31   |
| 5  | Staco           | 1923-1932 | 81    | 89   |
| 6  | Struway         | 1998-1999 | 79    | 4    |
| 7  | Sanguinetti     | 1951-1955 | 65    | 1    |
| 8  | Hanz Breyer     | 1939-1944 | 58    | 1    |
| 9  | Bahu            | 1919-1926 | 47    | 1    |
| 10 | Gibbein         | 1917-1925 | 46    | 0    |
| 10 | Victório Delles | 1926-1933 | 46    | 1    |

| # | Jogador         | Período                    | Gols |
| - | --------------- | -------------------------- | ---- |
| 1 | Pereira         | 2009-2013                  | 23   |
| 2 | Emerson         | 2011-2013                  | 21   |
| 3 | Zambiasi        | 1995-1997                  | 18   |
| 4 | Oberdan         | 1963-1965, 1970, 1973-1976 | 16   |
| 5 | Henrique        | 2006-2007, 2021-2023       | 15   |
| 6 | Gardel          | 1978-1980, 1982-1983, 1985 | 14   |
| 7 | Cláudio Marques | 1969-1975, 1978-1979       | 13   |
| 7 | Jeci            | 2007-2008, 2009-2011       | 13   |
| 9 | Bequinha        | 1954-1967                  | 12   |
| 9 | Luccas Claro    | 2011-2016                  | 12   |

| #  | Jogador       | Período | Minutos |
| -- | ------------- | ------- | ------- |
| 1  | Jairo         | 1972    | 937     |
| 2  | Manga         | 1978    | 873     |
| 2  | Joel Mendes   | 1978    | 873     |
| 3  | Jairo         | 1973    | 845     |
| 4  | Édson Bastos  | 2008    | 829     |
| 5  | Jairo         | 1973    | 786     |
| 6  | Luís Henrique | 1991    | 726     |
| 7  | Jairo         | 1974    | 637     |
| 8  | Vaná          | 2015    | 612     |
| 9  | Roberto Costa | 1981    | 601     |
| 10 | Pedro Morisco | 2025    | 578     |

| Ano                   | Jogador               | Gols                  |
| Campeonato Brasileiro | Campeonato Brasileiro | Campeonato Brasileiro |
| --------------------- | --------------------- | --------------------- |
| 2008                  | Keirrison             | 21                    |
| Copa do Brasil        |                       |                       |
| 2023                  | Alef Manga            | 5                     |
| Torneio do Povo       |                       |                       |
| 1973                  | Hélio Pires           | 3                     |
| Copa Sul-Minas        |                       |                       |
| 2002                  | Liedson               | 14                    |
| Campeonato Paranaense |                       |                       |
| 1916                  | Maxambomba            | 16                    |
| 1926                  | Staco                 | 14                    |
| 1932                  | Pizzatinho            | 9                     |
| 1933                  | Levorato              | 7                     |
| 1935                  | Pizzatinho            | 8                     |
| 1938                  | Joãozinho             | 10                    |
| 1939                  | Sardinha              | 9                     |
| 1941                  | Neno                  | 19                    |
| 1942                  | Neno                  | 24                    |
| 1943                  | Neno                  | 19                    |
| 1946                  | César Frizzo          | 19                    |
| 1948                  | Baby                  | 18                    |
| 1955                  | Duílio                | 25                    |
| 1958                  | Duílio                | 14                    |
| 1960                  | Duílio                | 31                    |
| 1973                  | Zé Roberto            | 15                    |
| 1979                  | Luiz Freire           | 19                    |
| 1984                  | Índio                 | 16                    |
| 1985                  | Índio                 | 10                    |
| 1990                  | Chicão                | 20                    |
| 1994                  | Pachequinho           | 15                    |
| 1995                  | Brandão               | 21                    |
| 1996                  | Magrão                | 22                    |
| 1999                  | Cléber                | 11                    |
| 2000                  | Marquinhos            | 13                    |
| 2003                  | Marcel                | 10                    |
| 2008                  | Keirrison             | 18                    |
| 2010                  | Ariel Nahuelpán       | 11                    |
| 2011                  | Bill                  | 12                    |
| 2013                  | Alex                  | 15                    |
| 2015                  | Rafhael Lucas         | 12                    |
| 2016                  | Kléber Gladiador      | 13                    |
| 2017                  | Kléber Gladiador      | 11                    |
| 2019                  | Rodrigão              | 8                     |
| 2022                  | Igor Paixão           | 7                     |
| 2022                  | Léo Gamalho           | 7                     |
| 2024                  | Robson                | 11                    |

### Treinadores
Treinadores com mais jogos no comando do Coritiba.
| #  | Treinador              | Período                   | Jogos |
| -- | ---------------------- | ------------------------- | ----- |
| 1  | Felix Magno            | 1949-51, 1954-59, 1965-66 | 201   |
| 2  | Dirceu Krüger          | 1979-1997                 | 185   |
| 3  | Marcelo Oliveira       | 2011-2012, 2017           | 153   |
| 4  | Tim                    | 1971, 1973, 1979          | 126   |
| 4  | Paulo César Carpegiani | 1990, 1995, 2016-2017     | 126   |
| 6  | Paulo Bonamigo         | 2002-2003, 2006           | 123   |
| 6  | Marquinhos Santos      | 2012-2013, 2014-2015      | 123   |
| 8  | Ney Franco             | 2009-2010, 2015           | 111   |
| 9  | Gustavo Morínigo       | 2020-2022                 | 100   |
| 10 | Antônio Lopes          | 2004-2005                 | 96    |

| # | Treinador            | Período                   | Jogos |
| - | -------------------- | ------------------------- | ----- |
| 1 | Felix Magno          | 1949-51, 1954-59, 1965-66 | 201   |
| 2 | Gustavo Morínigo     | 2020-2022                 | 100   |
| 3 | Filpo Núñez          | 1970                      | 31    |
| 3 | Armando Renganeschi  | 1974-1975                 | 31    |
| 5 | Sebastian Beracochea | 1962-1963                 | 30    |
| 6 | Dreyer               | 1981-1982                 | 27    |
| 7 | Sinforiano García    | 1961                      | 19    |
| 8 | António Oliveira     | 2023                      | 15    |
| 9 | Sérgio Ramirez       | 1991                      | 13    |
| 9 | Darío Pereyra        | 1998                      | 13    |

### Maiores campeões
Jogadores e treinadores que conquistaram mais títulos no Coritiba.
| # | Nome            | Títulos | Descrição                                                                                       |
| - | --------------- | ------- | ----------------------------------------------------------------------------------------------- |
| 1 | Claudio Marques | 9       | Torneio do Povo 1973, Paranaense 1969, 1971, 1972, 1973, 1974, 1975, 1978, 1979                 |
| 2 | Jairo           | 8       | Campeonato Brasileiro 1985, Torneio do Povo 1973, Paranaense 1972, 1973, 1974, 1975, 1976, 1986 |
| 2 | Dirceu Krüger   | 8       | Torneio do Povo 1973, Paranaense 1968, 1969, 1971, 1972, 1973, 1974, 1975                       |
| 2 | Nilo            | 8       | Torneio do Povo 1973, Paranaense 1968, 1969, 1971, 1972, 1973, 1974, 1975                       |
| 3 | Vanderlei       | 7       | Campeonato Brasileiro Série B 2007, 2010, Paranaense 2008, 2010, 2011, 2012, 2013               |
| 3 | Aroldo Fedatto  | 7       | Paranaense 1946, 1947, 1951, 1952, 1954, 1956, 1957                                             |
| 3 | Miltinho        | 7       | Paranaense 1951, 1952, 1954, 1956, 1957, 1959, 1960                                             |
| 4 | Capitão Hidalgo | 6       | Torneio do Povo 1973, Paranaense 1971, 1972, 1973, 1974, 1975                                   |
| 4 | Aladim          | 6       | Torneio do Povo 1973, Paranaense 1973, 1974, 1975, 1976, 1979                                   |
| 4 | Édson Bastos    | 6       | Campeonato Brasileiro Série B 2007, 2010, Paranaense 2008, 2010, 2011, 2012                     |
| 4 | Willian Farias  | 6       | Campeonato Brasileiro Série B 2010, Paranaense 2010, 2011, 2012, 2013, 2022                     |
| 4 | Neno            | 6       | Paranaense 1941, 1942, 1946, 1947, 1951, 1952                                                   |
| 4 | Carazzai        | 6       | Paranaense 1954, 1956, 1957, 1959, 1960, 1962                                                   |
| 4 | Hermes          | 6       | Paranaense 1972, 1973, 1974, 1975, 1976, 1978                                                   |
| 5 | Tião Abatiá     | 5       | Torneio do Povo 1973, Paranaense 1972, 1973, 1974, 1975                                         |
| 5 | Jeci            | 5       | Campeonato Brasileiro Série B 2007, 2010, Paranaense 2008, 2010, 2011                           |
| 5 | Lucas Mendes    | 5       | Campeonato Brasileiro Série B 2010, Paranaense 2008, 2010, 2011, 2012                           |
| 5 | Rafinha         | 5       | Campeonato Brasileiro Série B 2010, Paranaense 2010, 2011, 2012, 2013                           |
| 5 | Geraldo         | 5       | Campeonato Brasileiro Série B 2010, Paranaense 2010, 2011, 2012, 2013                           |
| 5 | Pereira         | 5       | Campeonato Brasileiro Série B 2010, Paranaense 2010, 2011, 2012, 2013                           |
| 5 | Tonico          | 5       | Paranaense 1941, 1942, 1946, 1947, 1951                                                         |
| 5 | Merlin          | 5       | Paranaense 1946, 1947, 1951, 1952, 1954                                                         |
| 5 | Felix Magno     | 5       | Paranaense 1951, 1954, 1956, 1957, 1959                                                         |
| 5 | Duilio          | 5       | Paranaense 1954, 1956, 1957, 1959, 1960                                                         |
| 5 | Bequinha        | 5       | Paranaense 1954, 1956, 1957, 1959, 1960                                                         |
| 5 | Nico            | 5       | Paranaense 1959, 1960, 1968, 1969, 1971                                                         |

### Goleadas
Maiores goleadas aplicadas.
| Data       | Placar | Adversário         | Local     | Competição |
| ---------- | ------ | ------------------ | --------- | ---------- |
| 07/11/1926 | 13–1   | Paraná SC          | Curitiba  | Paranaense |
| 21/06/1952 | 11–0   | Bloco Morgenau     | Curitiba  | Paranaense |
| 28/08/1965 | 11–0   | União Olímpico     | Curitiba  | Paranaense |
| 11/08/1929 | 10–0   | Paranaense FC      | Curitiba  | Paranaense |
| 17/03/1940 | 10–0   | Pinheiral          | Curitiba  | Paranaense |
| 27/06/1953 | 10–0   | Britânia           | Curitiba  | Paranaense |
| 08/11/1929 | 10–1   | Aquidaban          | Curitiba  | Paranaense |
| 01/02/1942 | 10–2   | Jacarezinho-PR     | Curitiba  | Paranaense |
| 09/02/1947 | 10–2   | Palmeiras-PR       | Curitiba  | Paranaense |
| 09/02/1957 | 10–2   | Palestra Itália-PR | Curitiba  | Paranaense |
| 11/03/2000 | 9–0    | Francisco Beltrão  | Curitiba  | Paranaense |
| 02/01/1927 | 9–0    | Savóia             | Curitiba  | Paranaense |
| 23/06/1946 | 9–1    | Água Verde         | Curitiba  | Paranaense |
| 09/03/1957 | 9–1    | Bloco Morgenau     | Curitiba  | Paranaense |
| 04/12/1960 | 9–1    | Iraty              | Curitiba  | Paranaense |
| 03/11/1957 | 8–0    | Palestra Itália-PR | Curitiba  | Paranaense |
| 02/07/1960 | 8–0    | Palestra Itália-PR | Curitiba  | Paranaense |
| 03/03/1996 | 8–0    | Rio Branco-PR      | Curitiba  | Paranaense |
| 17/02/2013 | 7–0    | Rio Branco-PR      | Paranaguá | Paranaense |
| 14/11/1959 | 6–0    | Atlético-PR        | Curitiba  | Paranaense |
| 21/05/2000 | 6–0    | Londrina           | Curitiba  | Paranaense |
| 17/04/2013 | 6–0    | Rio Branco-PR      | Curitiba  | Paranaense |

| Data       | Placar | Adversário       | Local    | Competição                 |
| ---------- | ------ | ---------------- | -------- | -------------------------- |
| 16/08/1995 | 8–0    | Ferroviária-SP   | Curitiba | Série B                    |
| 16/04/1980 | 7–1    | Ferroviário-CE   | Curitiba | Campeonato Brasileiro      |
| 04/05/1980 | 7–1    | Desportiva-ES    | Curitiba | Campeonato Brasileiro      |
| 08/12/1942 | 7–4    | Internacional-RS | Curitiba | Amistoso                   |
| 27/02/2008 | 6–0    | Tuna Luso-PA     | Curitiba | Copa do Brasil             |
| 05/05/2011 | 6–0    | Palmeiras-SP     | Curitiba | Copa do Brasil             |
| 28/08/1960 | 5–0    | Paula Ramos-SC   | Curitiba | Taça Brasil                |
| 12/11/1979 | 5–0    | Mixto-MT         | Curitiba | Campeonato Brasileiro      |
| 26/11/1995 | 5–0    | Mogi Mirim-SP    | Curitiba | Série B                    |
| 10/08/2003 | 5–0    | Flamengo-RJ      | Curitiba | Campeonato Brasileiro      |
| 14/06/2009 | 5–0    | Flamengo-RJ      | Curitiba | Campeonato Brasileiro      |
| 11/09/2011 | 5–0    | Botafogo-RJ      | Curitiba | Campeonato Brasileiro      |
| 01/05/1981 | 5–1    | Cruzeiro-MG      | Curitiba | Torneio Dia do Trabalhador |
| 30/01/1999 | 5–1    | Criciúma-SC      | Criciúma | Copa Sul                   |
| 28/11/2004 | 5–1    | Vitória-BA       | Curitiba | Campeonato Brasileiro      |
| 04/08/2006 | 5–1    | América-RN       | Curitiba | Série B                    |
| 27/10/2006 | 5–1    | Vila Nova-GO     | Curitiba | Série B                    |
| 22/11/2008 | 5–1    | Santos-SP        | Curitiba | Campeonato Brasileiro      |
| 19/10/2010 | 5–1    | Vila Nova-GO     | Curitiba | Série B                    |
| 05/06/2011 | 5–1    | Vasco-RJ         | Curitiba | Campeonato Brasileiro      |

### Vitórias consecutivas
O Coritiba foi o recordista mundial de vitórias consecutivas, feito conquistado durante a temporada de 2011 e mantida até março de 2015. A tabela a seguir registra as 24 vitórias, sendo a maioria delas no campeonato paranaense.
| Sequência | Data  | Confronto                   | Campeonato            |
| --------- | ----- | --------------------------- | --------------------- |
| 1         | 03/02 | Coritiba 5–0 Iraty          | Campeonato Paranaense |
| 2         | 10/02 | Corinthians-PR 1–2 Coritiba | Campeonato Paranaense |
| 3         | 06/02 | Rio Branco 1–4 Coritiba     | Campeonato Paranaense |
| 4         | 13/02 | Coritiba 3–0 Roma           | Campeonato Paranaense |
| 5         | 16/02 | Ypiranga 0–1 Coritiba       | Copa do Brasil        |
| 6         | 20/02 | Coritiba 4–2 Atlético-PR    | Campeonato Paranaense |
| 7         | 24/02 | Coritiba 2–0 Ypiranga       | Copa do Brasil        |
| 8         | 27/02 | Cianorte 1–2 Coritiba       | Campeonato Paranaense |
| 9         | 06/03 | Coritiba 3–2 Operário       | Campeonato Paranaense |
| 10        | 09/03 | Paranavaí 0–3 Coritiba      | Campeonato Paranaense |
| 11        | 13/03 | Coritiba 4–2 Paraná         | Campeonato Paranaense |
| 12        | 17/03 | Atlético-GO 1–2 Coritiba    | Copa do Brasil        |
| 13        | 20/03 | Cascavel 0–3 Coritiba       | Campeonato Paranaense |
| 14        | 23/03 | Coritiba 2–0 Arapongas      | Campeonato Paranaense |
| 15        | 26/03 | Iraty 2–4 Coritiba          | Campeonato Paranaense |
| 16        | 30/03 | Coritiba 3–1 Atlético-GO    | Copa do Brasil        |
| 17        | 02/04 | Coritiba 6–2 Rio Branco     | Campeonato Paranaense |
| 18        | 10/04 | Coritiba 1–0 Corinthians-PR | Campeonato Paranaense |
| 19        | 14/04 | Coritiba 4–0 Caxias         | Copa do Brasil        |
| 20        | 17/04 | Roma 1–4 Coritiba           | Campeonato Paranaense |
| 21        | 24/04 | Atlético-PR 0–3 Coritiba    | Campeonato Paranaense |
| 22        | 27/04 | Caxias 0–1 Coritiba         | Copa do Brasil        |
| 23        | 01/05 | Coritiba 2–0 Cianorte       | Campeonato Paranaense |
| 24        | 05/05 | Coritiba 6–0 Palmeiras      | Copa do Brasil        |

O time-base titular nesta sequência de vitórias era Édson Bastos; Jonas, Pereira, Emerson e Eltinho (Lucas Mendes); Leandro Donizete (Willian Farias), Léo Gago, Rafinha e Davi; Marcos Aurélio (Anderson Aquino) e Bill. Técnico: Marcelo Oliveira.

## Prêmios individuais
Prêmios vencidos por jogadores atuando pelo Coritiba.
| Ano  | Prêmio                             | Categoria         | Indicado           | Resultado | Ref     |
| ---- | ---------------------------------- | ----------------- | ------------------ | --------- | ------- |
| 1948 | Prêmio Belfort Duarte              | Conduta esportiva | Tonico             | Venceu    | [ 168 ] |
| 1951 | Prêmio Belfort Duarte              | Conduta esportiva | Aroldo Fedatto     | Venceu    | [ 169 ] |
| 1971 | Bola de Prata                      | Atacante          | Tião Abatiá        | Venceu    | [ 170 ] |
| 1971 | Bola de Prata                      | Zagueiro          | Pescuma            | Venceu    | [ 170 ] |
| 1972 | Bola de Prata                      | Meia              | Zé Roberto         | Venceu    | [ 171 ] |
| 1978 | Bola de Prata                      | Zagueiro          | Deodoro            | Venceu    | [ 172 ] |
| 1985 | Bola de Prata                      | Goleiro           | Rafael Cammarota   | Venceu    | [ 173 ] |
| 1987 | Bola de Prata                      | Meia              | Milton             | Venceu    | [ 174 ] |
| 2006 | 100 Melhores do Futebol Paranaense | Melhor jogador    | Zé Roberto         | Venceu    | [ 175 ] |
| 2008 | Bola de Prata                      | Artilheiro        | Keirrison          | Venceu    | [ 176 ] |
| 2008 | Chuteira de Ouro da Revista Placar | Artilheiro        | Keirrison          | Venceu    | [ 177 ] |
| 2008 | Prêmio Arthur Friedenreich         | Artilheiro        | Keirrison          | Venceu    | [ 178 ] |
| 2008 | Prêmio Craque do Brasileirão       | Artilheiro        | Keirrison          | Venceu    | [ 179 ] |
| 2008 | Prêmio Craque do Brasileirão       | Revelação         | Keirrison          | Venceu    | [ 179 ] |
| 2008 | Troféu Mesa Redonda                | Revelação         | Keirrison          | Venceu    | [ 180 ] |
| 2009 | Troféu Armando Nogueira            | Melhor jogador    | Marcelinho Paraíba | Venceu    | [ 181 ] |
| 2009 | Bola de Prata                      | Meia              | Marcelinho Paraíba | Venceu    | [ 182 ] |
| 2017 | Bola de Prata                      | Lateral esquerdo  | Thiago Carleto     | Venceu    | [ 183 ] |

## Jogadores notáveis
Lista com os maiores jogadores da história do Coritiba Foot Ball Club.
Legenda:
| Em negrito, jogadores já falecidos. Maior Ídolo do Coritiba Foot Ball Club Jogadores revelados pelo Coritiba Foot Ball Club |

|  | Célio            |
|  | Édson Bastos     |
|  | Jairo            |
|  | Joel Mendes      |
|  | Manga            |
|  | Rafael Cammarota |
|  | Rey              |
|  | Vanderlei        |
|  | Wilson           |

|  | André            |
|  | Bahu             |
|  | Carazzai         |
|  | Cláudio Marques  |
|  | Claudiomiro      |
|  | Dida             |
|  | Duílio           |
|  | Emerson          |
|  | Fedatto          |
|  | Gibbein          |
|  | Gomes            |
|  | Hanz Egon Breyer |
|  | Henrique         |
|  | Heraldo          |
|  | Hermes           |
|  | Jeci             |
|  | Luccas Claro     |
|  | Lucas Mendes     |
|  | Nico             |
|  | Nilo             |
|  | Ninho            |
|  | Oberdan          |
|  | Pereira          |
|  | Pescuma          |
|  | Pizzato          |
|  | Zambiasi         |

|  | Ademir Alcântara     |
|  | Alex                 |
|  | Almir                |
|  | Darci                |
|  | Dirceu               |
|  | Dirceu Krüger        |
|  | Dreyer               |
|  | Evair                |
|  | "Fritz" Essenfelder  |
|  | Hidalgo              |
|  | Leandro Donizete     |
|  | Marildo              |
|  | Merlin               |
|  | Miltinho             |
|  | Pedro Ken            |
|  | Pedro Rocha          |
|  | Pizzattinho          |
|  | Reginaldo Nascimento |
|  | Staco                |
|  | Struway              |
|  | Tcheco               |
|  | Testinha             |
|  | Toby                 |
|  | Tonico               |
|  | Tostão               |
|  | Victório Delles      |
|  | Willian Farias       |
|  | Zé Roberto           |

|  | Aladim           |
|  | Aristizábal      |
|  | Baby             |
|  | Cléber Arado     |
|  | Duílio           |
|  | Eli Carlos       |
|  | Édson            |
|  | Emílio           |
|  | Geraldo          |
|  | Hélio Pires      |
|  | Henrique Dias    |
|  | Índio            |
|  | Ivo              |
|  | Kazu             |
|  | Keirrison        |
|  | Kléber Gladiador |
|  | Kosilek          |
|  | Lela             |
|  | Leocádio         |
|  | Léo Gamalho      |
|  | Maxambomba       |
|  | Neno             |
|  | Pachequinho      |
|  | Paulo Vecchio    |
|  | Rafinha          |
|  | Sinval           |
|  | Tião Abatiá      |

|  | Dirceu Krüger          |
|  | Ênio Andrade           |
|  | Felix Magno            |
|  | Gustavo Morínigo       |
|  | Marcelo Oliveira       |
|  | Ney Franco             |
|  | Paulo Bonamigo         |
|  | Paulo César Carpegiani |
|  | René Simões            |
|  | Tim                    |

## Torcida
A principal torcida organizada do clube é a Império Alviverde, sendo fundada em 2 de outubro de 1977. A claque usa as cores verde e branco, é também notoriamente uma das maiores torcidas organizadas da Região Sul do Brasil, se não a maior.
Além de ser um dos clubes mais tradicionais do estado, a torcida Coxa Branca é também uma das mais tradicionais do Paraná. Já em 1939, Pinha (Luis Vila), ex-goleiro do Coxa, criou a primeira torcida organizada do estado do Paraná, que contava com batucadas e cantos de incentivo, se diferenciando das rivais.
Em 1986 e 2004, estiveram presentes, pela Copa Libertadores da América, em todos os países no qual o Coritiba disputou o torneio, tais como Peru, Paraguai e Argentina.
No ano de 2010, os torcedores ainda compareceram nos dez jogos do time em Joinville durante a severa punição imposta ao clube, levando um total de 33 156 torcedores e com uma média de 3 315 pessoas por jogo, mesmo jogando 130 quilômetros longe de Curitiba, demonstrando que a força e paixão pelo clube não tem limites.
Tradicional em todo o sul do Brasil, a torcida do Coxa está entre as maiores entre os clubes sulistas. Uma pesquisa feita pelo IBOPE em 2010, aponta o clube paranaense como a terceira maior torcida da Região Sul. A torcida coritibana ainda possui as maiores médias de público no campeonato estadual, dono da maior média em 14 dos últimos 21 anos com públicos registrados (1994 a 2019); quando não a primeira, quase sempre a segunda, similar ao que acontece no Campeonato Brasileiro (vide quadros abaixo).
A torcida do Coritiba é também conhecida por realizar no Couto Pereira o Green Hell (Inferno Verde), que leva os torcedores a inovarem cada vez mais em pirotecnia, fumaça, papel, fogos e luminosos, seja durante a noite ou de dia.
A segunda maior torcida organizada do Coritiba é a Dragões Alviverde. A Dragões Alviverde foi fundada em 1996.

### Consulados
Os consulados permitem que os torcedores do Coritiba que estão espalhados pelo país e no exterior se encontrem para torcer pelo clube.
| Paraná                                                                                         |
| ---------------------------------------------------------------------------------------------- |
| Apucarana, Campo Largo, Campo Mourão, Cascavel, Londrina, Matinhos, São Mateus do Sul e Toledo |
| Brasil                                                                                         |
| Ananindeua, Balneário Camboriu, Blumenau, Brasília, Porto Alegre, Santos, São Mateus e Tatuí   |
| Mundo                                                                                          |
| Los Angeles, Luanda e Madrid                                                                   |

### Sócios torcedores
O Coritiba é o 15º colocado entre os clubes com mais sócios no país.
Atualizado em abril de 2024
| Posição | Sócios torcedores |
| ------- | ----------------- |
| 15º     | 35.000            |

### Torcidas organizadas
Atuais torcidas organizadas do Coritiba Foot Ball Club.
- Torcida Império Alviverde[196]
- Torcida Dragões Alviverde[196]
- Torcida Curva 1909[196]
- Torcida Coxa Doido[196]

## Patrimônios

### Estádios

#### Estádio Major Antônio Couto Pereira

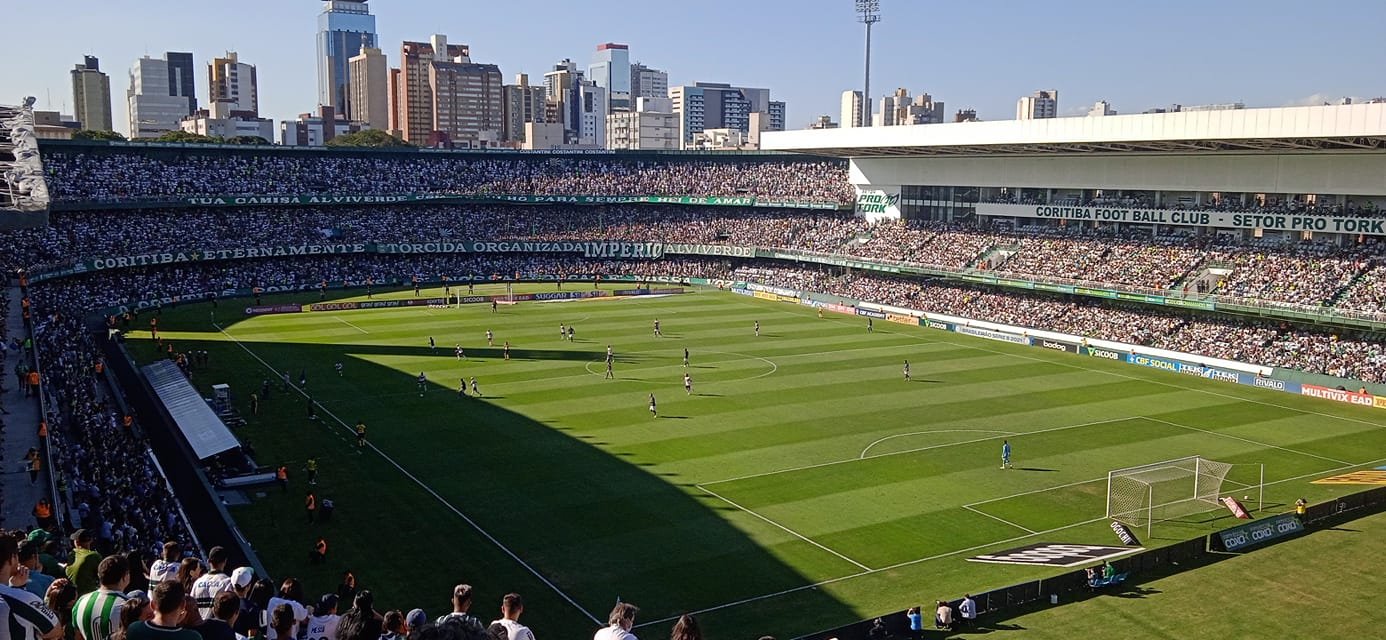
Vista do estádio em uma partida

O estádio Major Antônio Couto Pereira foi fundado em 1932 e tem capacidade atual para 40.502 pessoas, sendo chamado pelos torcedores e pela imprensa, de Couto Pereira ou Alto da Glória.
O terreno do estádio foi doado por Nicolau Scheffer, ou vendido por um preço simbólico, em razão de impostos. Na época, se tratava de um local longínquo, sendo que era comum se dizer, à época, que não seria viável, em razão da distância.
O maior público registrado foi de oitenta mil pessoas, em 5 de julho de 1980, na visita do Papa João Paulo II. Já o maior público em uma partida de futebol ocorreu em 15 de maio de 1983, entre Atlético Paranaense e Flamengo, com 67 391 pessoas.
Em uma reforma ocorrida em 2005 as dimensões do gramado foram ampliadas e as grades de proteção foram removidas, facilitando a visualização do jogo em todos os setores do estádio. Além disso, equipamentos como bancos de reserva e traves foram modernizados, bem como todo o gramado trocado e feitas reformas nas instalações internas (vestiários e salas).
Intitulado originalmente Estádio Belfort Duarte, seu nome foi modificado para o atual em 1977 após reformas para ampliação, como homenagem a um dos maiores responsáveis por o estádio ter saído do papel para se tornar realidade.
O Coriiba também foi pioneiro na construção de um camarote de acomodação sensorial em um estádio, inaugurado em novembro de 2022 para atender aos torcedores com Transtorno de Espectro Autista (TEA), possui capacidade para 10 pessoas, sendo cinco autistas e seus acompanhantes.
Estatísticas de competições do Coritiba no Couto Pereira (2011 - 2024)
 Atualizado em 29 de abril de 2024.
| Quadro geral por competição | Quadro geral por competição | Quadro geral por competição | Quadro geral por competição | Quadro geral por competição | Quadro geral por competição | Quadro geral por competição | Quadro geral por competição | Quadro geral por competição |
| Competição                  | J                           | V                           | E                           | D                           | GP                          | GC                          | SG                          | AP                          |
| --------------------------- | --------------------------- | --------------------------- | --------------------------- | --------------------------- | --------------------------- | --------------------------- | --------------------------- | --------------------------- |
| Brasileirão                 | 190                         | 85                          | 50                          | 55                          | 246                         | 174                         | 72                          | 53,31%                      |
| Série B                     | 58                          | 35                          | 14                          | 9                           | 75                          | 39                          | 36                          | 68,39%                      |
| Copa do Brasil              | 26                          | 18                          | 5                           | 3                           | 55                          | 19                          | 36                          | 75,64%                      |
| Copa Sul-Americana          | 6                           | 3                           | 1                           | 2                           | 7                           | 6                           | 1                           | 55,56%                      |
| Total                       | 280                         | 141                         | 70                          | 69                          | 383                         | 238                         | 145                         | 58,69%                      |

#### Estádios antigos

##### Jockey Club

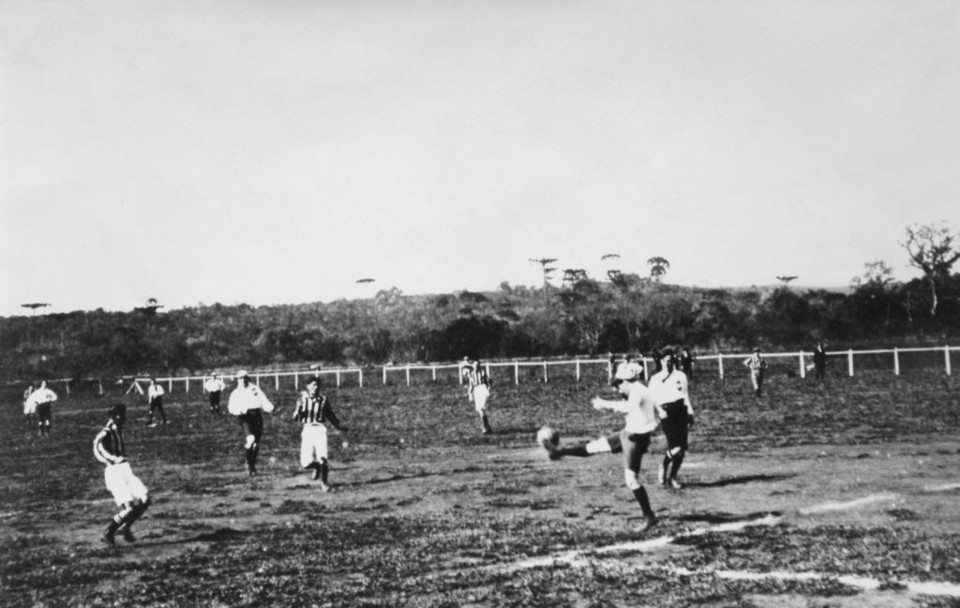
Coritiba x Internacional (PR) em 1912 no Jockey Clube, no Prado Velho

O Jockey Clube foi o primeiro campo oficial do Coritiba. Depois da primeira assembleia do clube, em 21 de abril de 1910, o Jockey Clube, atualmente é onde fica a PUC-PR, uma vez que o local já contava com as arquibancadas necessárias para acomodar os torcedores. A primeira partida do Coritiba no estádio foi no dia 12 de junho de 1910, contra o Ponta Grossa Foot Ball Club (antigo Clube de Foot Ball de Tiro Pontagrossense), com vitória coxa-branca de 5 a 3 e assistida por um público um pouco maior de 200 pessoas. O Coritiba jogou nesse campo até 1917. Em 30 de maio, no campo do Jockey, o Coritiba disputou sua primeira partida oficial da história: Coritiba 1 a 1 Rio Branco de Paranaguá.

##### Estádio da Graciosa

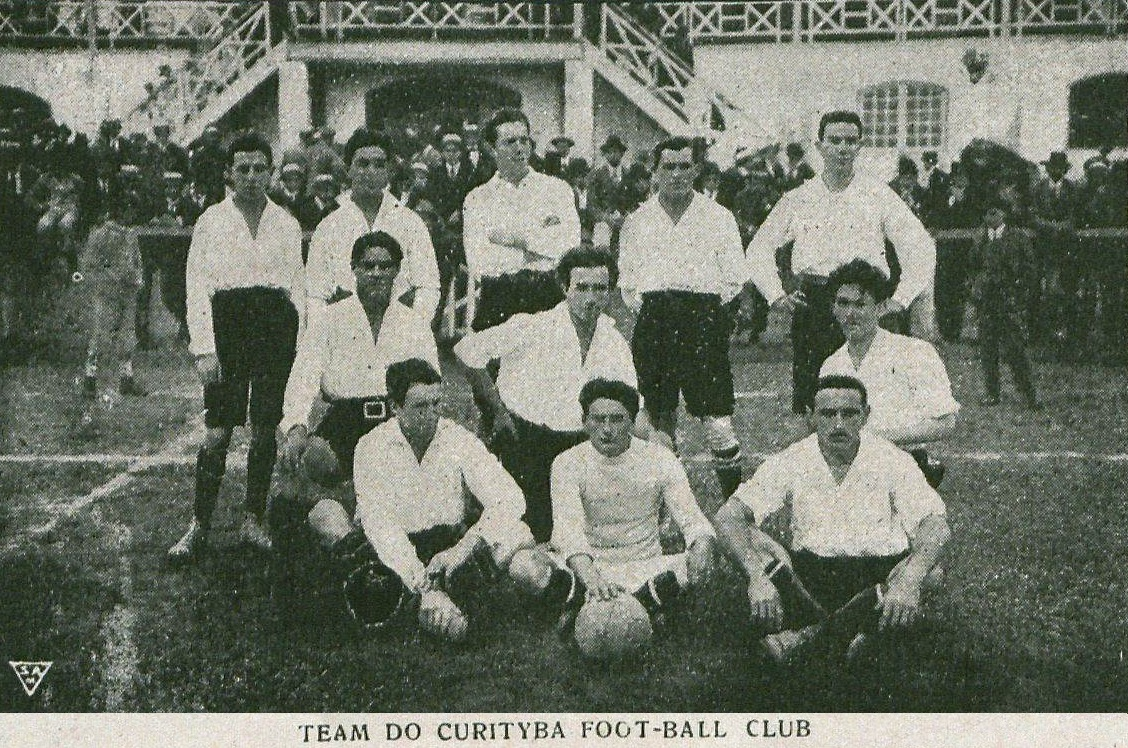
O time do Coritiba em 1918 no Estádio da Graciosa

O Estádio da Graciosa foi o segundo estádio oficial do Coritiba. No final de 1915, os membros da diretoria do Coritiba entenderam que era necessário um local mais adequado para atender as necessidades do clube. Assim, Arthur Iwersen cedeu ao Coritiba uma parte do Parque da Graciosa, localizada na região do Juvevê. Assim, o clube ficou responsável pela adequação do gramado e construção de novas arquibancadas. Por conta de seu gramado duro, era conhecido como "Cimento Duro". O Coritiba jogou no Estádio da Graciosa até 1932, pois mudou-se para o Couto Pereira.
O Parque da Graciosa ficava justamente na região considerada o início da Estrada da Graciosa, onde atualmente se localiza a Avenida João Gualberto. De maneira coincidente, após 93 anos, o Coritiba comprou um terreno localizado também na Estrada da Graciosa. Esse terreno é o hoje o CT da Graciosa.

### CT da Graciosa
Em 1988, o presidente Bayard Osna determinou a construção de um centro de treinamento para o Coritiba. Foi adquirido um terreno na antiga estrada da Graciosa, próximo ao trevo do Atuba, a cerca de nove quilômetros da sede principal, no Alto da Glória. Mas foi somente em 1995 que o segundo passo foi dado. Joel Malucelli, Sérgio Prosdócimo e Édson Mauad assumiram o Coritiba e deram início às obras.
O engenheiro José Arruda, na época vice-presidente do clube, foi escolhido como responsável para enfrentar esse desafio e o fez com confiança e determinação, contando com o apoio de uma competente comissão de obras. A maior parte do dinheiro que viabilizou a construção veio de contribuições mensais do Conselho Deliberativo, presidido na época por Manoel Antonio de Oliveira.
O CT da Graciosa foi inaugurado no dia 20 de dezembro de 1997. Após muita dedicação e trabalho de todos que ajudaram, o sonho se tornou realidade. Em 2002, Giovani Gionédis assumiu o clube e começou um planejamento estrutural arrojado, que se iniciou com a ampliação e modernização do patrimônio alviverde.
Hoje, o Centro de Treinamento Bayard Osna se tornou uma das referências de modernidade e de espaço para o trabalho dos profissionais do futebol. O trabalho sério fez do Coritiba um dos clubes do país com uma das melhores estruturas. Nela, está galgado o trabalho de aperfeiçoamento da base e a cada ano craques despontam nos seus gramados, sempre com acompanhamento dos melhores profissionais, até chegarem à equipe profissional e tornarem-se ídolos coxa-brancas.
O CT conta com cinco campos oficiais de futebol (70x110m), com diferenciados gramados. Além disso, três vestiários, piscina térmica, estacionamento, comitê de imprensa. Para a área médica existe uma moderna clínica de fisiologia, uma completa academia, além de clínicas de fisioterapia, psicologia e nutrição.

## Uniforme
- Uniforme titular: Camiseta branca com duas faixas horizontais verdes, calção preto e meião branco.[213]
- Uniforme alternativo secundário: Camiseta com faixas verticais verdes e brancas, calção branco e meião preto.[213]

Essas escolhas seguem o Estatuto do Coritiba:
| “ | Art. 10 - O uniforme oficial do Clube tem a camisa de cor branca, com a gola e punhos preferencialmente verdes, com duas listras horizontais na altura do peito, na cor verde, tendo ao centro o emblema, calção preto e meias brancas. Art. 11 - O Clube pode utilizar, como alternativa ao uniforme descrito no artigo anterior, camisa de cor branca, com listras verticais na cor verde, ou 3 camisa inteira branca, com gola e punhos preferencialmente verdes, ambas com o emblema à altura do coração. | ” |
|   | — Estatuto do Coritiba, . |   |

### História

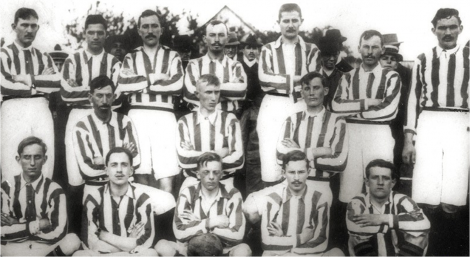
A equipe pioneira do Coritiba, em sua primeira partida oficial em 23 de outubro de 1909.

Na primeira ata do clube, em 1909, ficou estabelecido a primeira vestimenta do Coritiba. Na ata, dizia-se: "O uniforme é o seguinte: bonet verde e branco, camisa de flanela verde e branca...". Esse foi o uniforme que o Coritiba enfrentou o Foot Ball Club Ponta-Grossense no dia 24 de outubro de 1909.
No entanto, após a partida, o clube acabou abandonando as listras verticais verde e brancas, para adotar a camisa inteiramente branca e o calção negro como o único uniforme do clube. Ficou assim até a década de 30.
Apenas em 1954 que o Coritiba começou a utilizar o oficialmente o uniforme alternativo, semelhante ao uniforme utilizado na sua primeira partida, em 1909. O uniforme titular continuava sendo inteiramente branco.
Nos anos 70, o Coritiba adotou as duas listras horizontais na altura do peito no uniforme titular. Esse modelo tinha sido criado em 1941, mas não havia sido adotado pelo clube. O uniforme alternativo continuava tendo listras verdes e brancas verticais. Esses modelos adotados nos anos 70 continuam sendo utilizados até os dias atuais.
Na conquista do Brasileirão de 1985, o Coritiba foi jogar a final contra o Bangu no Maracanã. O time da casa decidiu jogar com o uniforme titular, que era totalmente branco, o que obrigou o Coritiba a jogar com o uniforme alternativo. Por conta disso, o uniforme alternativo ficou conhecido pela torcida como "jogadeira", por ter dado sorte.

### Evolução do uniforme
| 1980 | 1981-1984 | 1985 | 1986-1987 | 1988 | 1989 | 1990-1991 |
| 1992 | 1993-1995 | 1996 | 1997-1998 | 1999 | 2000 | 2001      |
| 2002 | 2003      | 2004 | 2005      | 2006 | 2007 | 2008      |
| 2009 | 2010      | 2011 | 2012      | 2013 | 2014 | 2015      |
| 2016 | 2017      | 2018 | 2019      | 2020 | 2021 | 2022      |
| 2023 | 2024      |      |           |      |      |           |

Em 2018, o Coritiba anunciou oficialmente a criação da marca própria, a 1909, para a fabricação de seus uniformes.
Em março de 2024, o Coritiba anuncia que a empresa italiana Diadora irá ser a fornecedora do material esportivo do clube alviverde. O clube anunciou que foi o maior contrato de material esportivo da história do clube, com uma duração de cinco anos. A parceria entre a fornecedora e o clube não é nova, já que a Diadora foi a fornecedora do material esportivo do Coritiba entre 2006 e 2007.
| Período   | Fornecedora |
| --------- | ----------- |
| 1970-76   | Athleta     |
| 1977      | Terres      |
| 1978-79   | Adidas      |
| 1980      | Penalty     |
| 1981-87   | Adidas      |
| 1988      | Arcal       |
| 1989-90   | Campeã      |
| 1991-96   | Umbro       |
| 1997-2005 | Penalty     |
| 2006-07   | Diadora     |
| 2008-11   | Lotto       |
| 2012-16   | Nike        |
| 2016-18   | Adidas      |
| 2018-23   | 1909        |
| 2024-     | Diadora     |

| Período | Patrocinador         |
| ------- | -------------------- |
| 1985    | Britânia             |
| 1986    | Romani S.A.          |
| 1987    | Müller               |
| 1987-91 | Coca-Cola            |
| 1993    | Bauducco             |
| 1994    | Renner Herrmann S.A. |
| 1995-00 | Sanyo                |
| 2001-02 | TIM                  |
| 2004-05 | Claro                |
| 2006    | Radial               |
| 2007    | Mastercorp Ribbons   |
| 2008    | Positivo Informática |
| 2009-12 | Banco BMG            |
| 2013-18 | Caixa                |
| 2019-20 | Paraná Banco         |
| 2021-23 | Neodent              |
| 2024-   | Reals                |

## Rivalidade

### Atletiba
O clássico Atletiba é o nome dado ao confronto entre o Coritiba e o Atlético Paranaense, ambos clubes da cidade de Curitiba, que ocorrem desde 8 de junho de 1924, quando o Verdão goleou o rival pelo placar de 6 a 3. Com o passar dos anos a rivalidade foi aumentando, atualmente considerada uma das maiores rivalidades da região sul do país, fruto dos inúmeros jogos decisivos que disputaram estes dois rivais, tornando-os os clubes com maiores torcidas do estado do Paraná. A maior goleada do confronto ocorreu em 14 de novembro de 1959 quando o Coxa derrotou o rival por 6 a 0.

### Paratiba
O Paratiba é o clássico entre Coritiba e Paraná.  O primeiro clássico, vencido pelo Coritiba por 1 a 0, ocorreu em 4 de fevereiro de 1990. Nessa ocasião, o Coritiba era o atual campeão estadual, além disso, era o primeiro jogo da equipe tricolor. Em 1999, após um jejum de dez anos sem títulos estaduais, o Coritiba enfrentou o Paraná na final do Campeonato Paranaense. As maiores goleadas do duelo aconteceram em 2002, numa vitória paranista por 6 a 1, e em 2021, numa vitória coxa-branca por 5 a 0.

## Partidas internacionais
Lista com os jogos internacionais realizados pelo Coritiba, por campeonatos oficiais como a Copa Libertadores e Sul-Americana, e partidas amistosas contra clubes e seleções nacionais.
Ordem cronológica:
| #  | Data       | Adversário         | Local                  |
| -- | ---------- | ------------------ | ---------------------- |
| 1  | 23/02/1941 | Gimnasia y Esgrima | Curitiba               |
| 2  | 02/12/1942 | Libertad           | Curitiba               |
| 3  | 12/07/1949 | Rapid Viena        | Curitiba               |
| 4  | 11/12/1949 | Sol de América     | Curitiba               |
| 5  | 05/09/1954 | Sportivo Luqueño   | Curitiba               |
| 6  | 06/08/1967 | Atlético de Madrid | Curitiba               |
| 7  | 03/12/1967 | Hungria            | Curitiba               |
| 8  | 02/06/1968 | Napoli             | Curitiba               |
| 9  | 13/11/1968 | Brasil             | Curitiba               |
| 10 | 19/12/1968 | Bulgária           | Curitiba               |
| 11 | 30/07/1969 | Hamburgo           | Hamburgo, Alemanha     |
| 12 | 06/08/1969 | Köln               | Colônia, Alemanha      |
| 13 | 08/08/1969 | Borussia Dortmund  | Dortmund, Alemanha     |
| 14 | 12/08/1969 | Austria Wien       | Viena, Áustria         |
| 15 | 15/08/1969 | Saint-Étienne      | Vichy, França          |
| 16 | 17/08/1969 | Red Star Paris     | Paris, França          |
| 17 | 20/08/1969 | Levski Sofia       | Sofia, Bulgária        |
| 18 | 23/08/1969 | Bordeaux           | Boardeaux, França      |
| 19 | 26/08/1969 | Feyenoord          | Roterdã, Holanda       |
| 20 | 28/08/1969 | Anderlecht         | Bruxelas, Bélgica      |
| 21 | 01/09/1969 | Murcia             | Múrcia, Espanha        |
| 22 | 02/09/1969 | Valencia           | Múrcia, Espanha        |
| 23 | 14/01/1970 | Sparta Praga       | Curitiba               |
| 24 | 28/01/1970 | Romênia            | Curitiba               |
| 25 | 13/04/1970 | CSKA Sófia         | Curitiba               |
| 26 | 07/11/1970 | Angoulême          | Angoulema, França      |
| 27 | 11/11/1970 | Angers             | Angers, França         |
| 28 | 13/11/1970 | Nancy              | Nancy, França          |
| 29 | 17/11/1970 | Radnički Niš       | Kragujevac, Iugoslávia |
| 30 | 19/11/1970 | Vojvodina          | Novi Sad, Iugoslávia   |
| 31 | 24/11/1970 | Rapid Bucureşti    | Bucareste, Romênia     |
| 32 | 25/11/1970 | FC Arges           | Pitești, Romênia       |
| 33 | 03/12/1970 | Argélia            | Argel, Argélia         |
| 34 | 05/12/1970 | Belouizdad         | Argel, Argélia         |
| 35 | 09/12/1970 | Sporting           | Lisboa, Portugal       |
| 36 | 17/12/1970 | Újpest             | Curitiba               |
| 37 | 18/01/1971 | França             | Curitiba               |
| 38 | 29/01/1971 | Vojvodina          | Curitiba               |
| 39 | 10/02/1971 | Dinamo Bucureşti   | Curitiba               |
| 40 | 17/02/1971 | Rapid Bucureşti    | Curitiba               |

| #  | Data       | Adversário        | Local                    |
| -- | ---------- | ----------------- | ------------------------ |
| 41 | 13/01/1972 | Benfica           | Curitiba                 |
| 42 | 26/01/1972 | Hungria           | Curitiba                 |
| 43 | 09/02/1972 | Zaire             | Curitiba                 |
| 44 | 14/06/1972 | Turquia           | Istambul, Turquia        |
| 45 | 17/06/1972 | Fenerbahçe        | Esmirna, Turquia         |
| 46 | 28/06/1972 | MC Alger          | Argel, Argélia           |
| 47 | 01/07/1972 | ES Sétif          | Setif, Argélia           |
| 48 | 06/07/1972 | Marrocos          | Casablanca, Marrocos     |
| 49 | 18/07/1973 | Paraguai          | Curitiba                 |
| 50 | 10/06/1980 | St Mirren         | Curitiba                 |
| 51 | 15/02/1983 | Bulgária          | Abidjan, Costa do Marfim |
| 52 | 17/02/1983 | Africa Sports     | Abidjan, Costa do Marfim |
| 53 | 19/02/1983 | Bulgária          | Abidjan, Costa do Marfim |
| 54 | 31/05/1985 | Cerro Porteño     | Assunção, Paraguai       |
| 55 | 06/06/1985 | Cerro Porteño     | Curitiba                 |
| 56 | 25/04/1986 | Barcelona SC      | Guayaquil, Equador       |
| 57 | 29/04/1986 | Deportivo Quito   | Quito, Equador           |
| 58 | 18/07/1986 | Barcelona SC      | Curitiba                 |
| 59 | 25/07/1986 | Deportivo Quito   | Curitiba                 |
| 60 | 18/07/1989 | Japão             | Curitiba                 |
| 61 | 26/01/1995 | Nacional          | Curitiba                 |
| 62 | 20/01/1998 | Jamaica           | Curitiba                 |
| 63 | 25/01/1999 | Cerro Porteño     | Curitiba                 |
| 64 | 01/03/2000 | Monterrey         | Monterrey, México        |
| 65 | 27/06/2002 | Olimpia           | Assunção, Paraguai       |
| 66 | 10/02/2004 | Sporting Cristal  | Lima, Peru               |
| 67 | 17/02/2004 | Olimpia           | Curitiba                 |
| 68 | 04/03/2004 | Rosário Central   | Rosário, Argentina       |
| 69 | 10/03/2004 | Rosário Central   | Curitiba                 |
| 70 | 06/04/2004 | Olimpia           | Assunção, Paraguai       |
| 71 | 13/04/2004 | Sporting Cristal  | Curitiba                 |
| 72 | 16/03/2008 | Jamaica           | São José dos Pinhais     |
| 73 | 26/01/2013 | Colón             | Curitiba                 |
| 74 | 24/07/2013 | Itagüí Ditaires   | Curitiba                 |
| 75 | 23/10/2013 | Itagüí Ditaires   | Itagüí, Colômbia         |
| 76 | 21/07/2016 | Belgrano          | Curitiba                 |
| 77 | 28/07/2016 | Belgrano          | Córdoba, Argentina       |
| 78 | 19/10/2016 | Atlético Nacional | Curitiba                 |
| 79 | 26/10/2016 | Atlético Nacional | Medellín, Colômbia       |

## Prêmios
Lista de prêmios recebidos pelo clube e por profissionais e representantes atuando pelo mesmo.
| Ano  | Prêmio                          | Categoria                                  | Indicação                            | Resultado | Ref     |
| ---- | ------------------------------- | ------------------------------------------ | ------------------------------------ | --------- | ------- |
| 2009 | Troféu Imprensa Vale do Ribeira | Homenagem                                  | Centenário do Coritiba               | Venceu    | [ 245 ] |
| 2009 | ASBRAN                          | Especialista em Nutrição Esportiva         | Tânia Delezu                         | Venceu    | [ 246 ] |
| 2011 | Top de Marketing ADVB-PR        | Serviço                                    | O Mais Vitorioso do Mundo            | Venceu    | [ 247 ] |
| 2012 | Football Business Awards        | Marketing                                  | O Mais Vitorioso do Mundo            | Venceu    | [ 248 ] |
| 2017 | Musa do Brasileirão             | Campeã                                     | Mayara Stival                        | Venceu    | [ 249 ] |
| 2021 | Profissional do Ano             | Condecoração                               | Adriana Barbosa                      | Venceu    | [ 250 ] |
| 2022 | Top de Marketing ADVB-PR        | Comunicação                                | O Coxa tá chamando                   | Venceu    | [ 251 ] |
| 2023 | IMBRICS                         | Responsabilidade social e sustentabilidade | Nossa Identidade Verde (NIV)         | Venceu    | [ 252 ] |
| 2023 | Confut Sudamericana             | Melhor Ação Social ou Sustentável          | Camarote de Acomodação Sensorial     | Venceu    | [ 253 ] |
| 2024 | Colunistas Sul                  | Anunciante do Ano                          | "Caramelo Auviverde"                 | Venceu    | [ 254 ] |
| 2024 | Colunistas Sul                  | Anunciante do Ano                          | O Coxa tá chamando (filme e roteiro) | Venceu    | [ 254 ] |

## Homenagens

### Utilidade Pública
Em 27 de novembro de 1992, o Coritiba é declarado de Utilidade Pública pela Câmara Municipal de Curitiba através da Lei nº 8.061/1992.

### Samba-enredo
No ano de 2009 a Acadêmicos da Realeza homenageou o centenário do clube com o enredo "Do alto da Glória para 100 anos de história", de autoria de Márcio Mania, Alex Souza e Panelão, a escola de samba sagrou-se campeã pela sexta vez do carnaval de Curitiba.
Em 2008, a escola de samba fez um concurso que premiou a canção.

### Dia do Coritiba
Em 2019, foi instituído pela Assembleia Legislativa do Paraná o Dia estadual do Coritiba através da Lei nº 20.173/2019. Comemorado no mesmo dia de fundação do clube, em 12 de outubro.

### Mérito Esportivo
Em sessão solene realizada pela Câmara Municipal de Curitiba desde 1991, através da Lei nº 7.756/1991, é concedido o Prêmio Mérito Esportivo para quem presta serviço ao esporte curitibano por meio de conquistas ou representações nacionais. Abaixo homenageados que receberam a condecoração atuando pelo Coritiba.
- Mário André Mazzuco (Coordenador das Categorias de Base) Em 2009.[263]
- Wilson (Goleiro) Em 2018.[264]
- Christian Korgut (Coordenador das Escolas de Futebol) Em 2023.[265]

## Clubes de futebol homônimos
- Coritiba de Sergipe - Itabaiana, Sergipe[266]
- Coritiba - Erechim, Rio Grande do Sul
- Coritiba - Carlópolis, Paraná
- Coritiba - Parelhas, Rio Grande do Norte
- Coritiba - Santo Antônio, Rio Grande do Norte

## Valor de mercado
De acordo com um ranking de 2014 da consultoria BDO RCS Auditores Independentes, o Coritiba detinha o décimo terceiro maior valor de mercado do futebol do Brasil, com 118,5 milhões de reais.
Em novo estudo publicado em janeiro de 2023 pela consultoria de marketing esportivo Sports Value, o Coritiba ocupava o décimo nono maior valor de mercado do futebol brasileiro, com valor aproximado de 490 milhões de reais.

## Outros esportes
Além do futebol, o Coritiba possui equipes em diversas modalidades esportivas. 

### Basquetebol
Sendo um dos membros fundadores da FPRB, e competindo nas décadas de 1930 e 1940, no ano de 2019 com a parceria do Coritiba com a Associação Viver Mais e Sociedade Thalia, nasceu o Coritiba Monsters Basketball, recolocando o clube no cenário do basquete.

#### Títulos
| ESTADUAIS          | ESTADUAIS                    | ESTADUAIS | ESTADUAIS                                             |
|                    | Competição                   | Títulos   | Temporadas                                            |
| ------------------ | ---------------------------- | --------- | ----------------------------------------------------- |
| Paraná             | Campeonato Paranaense        | 2         | 1944 e 1945                                           |
| Paraná             | Campeonato Metropolitano     | 9         | 1930, 1931, 1932, 1935, 1936, 1937, 1940, 1944 e 2019 |
| Paraná             | Super Torneio 3x3            | 1         | 2022                                                  |
| TOTAL              |                              |           |                                                       |
|                    | Conquistas                   | Títulos   | Categorias                                            |
|                    | Títulos oficiais             | 12        | 12 Estaduais                                          |
| CATEGORIAS DE BASE |                              |           |                                                       |
|                    | Competição                   | Títulos   | Temporadas                                            |
| Paraná             | Campeonato Paranaense Sub-22 | 1         | 2022                                                  |
| Paraná             | Campeonato Paranaense Sub-19 | 1         | 2019                                                  |

### E-Sports
Após parceria com Real Deal o Coritiba entra no mundo dos esportes eletrônicos, nasce o Coritiba E-Sports entrando no cenário competitivo com uma equipe de Dota 2.

#### Títulos
| CONTINENTAIS | CONTINENTAIS                                 | CONTINENTAIS | CONTINENTAIS   |
|              | Competição                                   | Títulos      | Temporadas     |
| ------------ | -------------------------------------------- | ------------ | -------------- |
|              | Dota Pro Circuit - Tour 3: Division II       | 1            | 2021-22        |
|              | Apex Legends Split 2 - Challenger Circuit #2 | 1            | 2023           |
| TOTAL        |                                              |              |                |
|              | Conquistas                                   | Títulos      | Categorias     |
|              | Títulos oficiais                             | 2            | 2 Continentais |

### Fut7
O Coritiba também está entre as principais equipes no cenário do Fut7 nacional e internacional, sendo bicampeão da Liga das Américas, equivalente a Copa Libertadores da modalidade, ambas vencidas sobre a equipe do Corinthians Fut7, sendo uma vez na cidade de São Paulo, no Brasil e outra em Montevideo, no Uruguai. A equipe alviverde de Fut7 também chegou, por duas vezes, a terceira colocação no Mundial de Clubes. A última participação foi disputada em Roma, na Itália, onde venceu a equipe italiana do Lazio na disputa do bronze.
Regionalmente, o Coritiba Fut7 é multicampeão. Venceu três vezes o Taça Governador do Paraná e teve quatro títulos da Taça Curitiba.

#### Títulos
| HONRARIAS    | HONRARIAS                 | HONRARIAS | HONRARIAS                                  |
|              | Honra                     | Títulos   | Temporadas                                 |
| ------------ | ------------------------- | --------- | ------------------------------------------ |
|              | Tríplice Coroa            | 2         | 2018 e 2019                                |
| CONTINENTAIS |                           |           |                                            |
|              | Competição                | Títulos   | Temporadas                                 |
|              | Liga das Américas         | 2         | 2018 e 2019                                |
| ESTADUAIS    |                           |           |                                            |
|              | Competição                | Títulos   | Temporadas                                 |
| Paraná       | Taça Governador do Paraná | 3         | 2018, 2021 e 2022                          |
| Paraná       | Taça Federação            | 1         | 2015                                       |
| Paraná       | Taça Curitiba             | 4         | 2016, 2017, 2018 e 2019                    |
| MUNICIPAIS   |                           |           |                                            |
|              | Competição                | Títulos   | Temporadas                                 |
|              | Campeonato Metropolitano  | 1         | 2021                                       |
|              | Taça Trio de Ferro        | 1         | 2019                                       |
| TOTAL        |                           |           |                                            |
|              | Conquistas                | Títulos   | Categorias                                 |
|              | Títulos oficiais          | 12        | 2 Continentais, 8 Estaduais e 2 Municipais |

### Futebol Americano
Mesmo sendo melhor conhecido pelo futebol, o Coritiba é o primeiro time do sul do país a apoiar o Futebol Americano. Com uma parceria entre o Coritiba e o Barigui Crocodiles surgiu o Coritiba Crocodiles.

#### Títulos
| HONRARIAS          | HONRARIAS                              | HONRARIAS | HONRARIAS                                                               |
|                    | Honra                                  | Títulos   | Temporadas                                                              |
| ------------------ | -------------------------------------- | --------- | ----------------------------------------------------------------------- |
|                    | Tríplice Coroa                         | 4         | 2010, 2011, 2013 e 2014                                                 |
| NACIONAIS          |                                        |           |                                                                         |
|                    | Competição                             | Títulos   | Temporadas                                                              |
| Brasil             | Campeonato Brasileiro                  | 3         | 2013, 2014 e 2022                                                       |
| Brasil             | Liga Brasileira - Divisão Azul         | 2         | 2010 e 2011                                                             |
| REGIONAIS          |                                        |           |                                                                         |
|                    | Competição                             | Títulos   | Temporadas                                                              |
|                    | Superliga Centro-Sul                   | 2         | 2014 e 2015                                                             |
|                    | Conferência Sul                        | 5         | 2010, 2011, 2012, 2013 e 2017                                           |
|                    | Torneio Touchdown - Divisão Sul        | 1         | 2009                                                                    |
|                    | Copa Sul de Flag Football              | 1         | 2023                                                                    |
| ESTADUAIS          |                                        |           |                                                                         |
|                    | Competição                             | Títulos   | Temporadas                                                              |
| Paraná             | Campeonato Paranaense                  | 12        | 2009, 2010, 2011, 2012, 2013, 2014, 2015, 2018, 2022, 2023, 2024 e 2025 |
| Paraná             | Campeonato Paranaense de Flag Football | 1         | 2024                                                                    |
| TOTAL              |                                        |           |                                                                         |
|                    | Conquistas                             | Títulos   | Categorias                                                              |
|                    | Títulos oficiais                       | 27        | 5 Nacionais, 9 Regionais e 13 Estaduais                                 |
| CATEGORIAS DE BASE |                                        |           |                                                                         |
|                    | Competição                             | Títulos   | Temporadas                                                              |
| Brasil             | Campeonato Brasileiro Sub-20           | 1         | 2022                                                                    |

## Bloco e Escola de Samba
O Coritiba já teve destaque também no carnaval. No ano de 1949, surgiu o bloco que viria a se tornar escola de samba, Não Agite, que entre as décadas de 50 e 60, conquistou 8 títulos no Grupo Especial do Carnaval de Curitiba.
Em 1949, Arnaldo Mazza Neto fundou a escola ao lado de José Cadilhe de Oliveira, Maé da Cuíca, Afunfa, Julinho da Sapolândia, Almir Malagueta e outros. Carlos Fernando Mazza, o filho mais novo de Arnaldo, foi presidente do "Não Agite" quando tinha apenas 17 anos. O jornalista Dante Mendonça afirmou que Mazzinha foi o melhor mestre-sala que o Rei Momo conheceu em Curitiba. Na época, havia uma coincidência entre as vitórias carnavalescas da escola coxa-branca com as vitórias futebolísticas do Coritiba.

Era um grupo querido, famoso, e tinha um nome bem pitoresco. Chamava Bloco Carnavalesco 'Não Agite'. E era uma união bem bacana de pessoas que não eram só ligadas ao Coritiba, pessoas que gostavam da diversão, do carnaval. O carnaval daqueles tempos era aquele que causava inveja para muita gente. Os bailes de salão do Coritiba eram considerados uns dos melhores do Brasil.

Carlos Fernando Mazza, o "Mazzinha" 
Lançado em 2020, no cinema, o diretor Estavan Silvera dirigiu o filme "Mazzinha - Minha Fantasia Sou Eu", que conta a história do jornalista, produtor musical e de televisão Carlos Fernando Mazza, o "Mazzinha", que foi um dos presidentes da escola "Não Agite".

## Treinadores
Lista com os últimos treinadores.
Atualizado em agosto de 2025.
| Nome             | Período   | Jogos |
| ---------------- | --------- | ----- |
| Mozart Santos    | 2025      | 30    |
| Guilherme Bossle | 2024      | 2     |
| Jorginho         | 2024      | 19    |
| Fábio Matias     | 2024      | 8     |
| James Freitas    | 2024      | 6     |
| Guto Ferreira    | 2023-2024 | 21    |
| Thiago Kosloski  | 2023      | 23    |
| Zago             | 2023      | 11    |
| António Oliveira | 2023      | 15    |
| Guto Ferreira    | 2022      | 16    |
| Gustavo Morínigo | 2020-2022 | 100   |

## Elenco atual
Última atualização: 4 de julho de 2025.

### Comissão técnica
Atualizado agosto de 2025.
| Cargo                              | Nome                 |
| ---------------------------------- | -------------------- |
| Coordenador técnico                | Reginaldo Nascimento |
| Técnico                            | Mozart Santos        |
| Auxiliar técnico                   | Denis Iwamura        |
| Auxiliar técnico                   | Guilherme Bossle     |
| Preparador físico                  | Vitor Nemetz         |
| Preparador de goleiros             | Thiago Mehl          |
| Auxiliar de preparação física      | Carlos André         |
| Auxiliar de supervisão             | Daniel Silva         |
| Auxiliar de preparador de goleiros | Rafael Militão       |
| Médico                             | Roberto Tauchmann    |
| Médico                             | Milton Nagai         |
| Médico                             | Cassio Zini          |
| Fisioterapeuta                     | Fábio Picoli         |
| Fisioterapeuta                     | Guilherme Costa      |
| Fisioterapeuta                     | Rafael Espinoza      |
| Fisiologista                       | Juan Conde           |
| Coordenador de nutrição            | Maycon Alves         |
| Nutricionista                      | Cristiane Carvalho   |
| Massagista                         | Elvis                |
| Massagista                         | Peter                |
| Massagista                         | Guilherme S.         |
| Roupeiro                           | Luiz Henrique        |
| Roupeiro                           | Luciano F.           |
| Psicóloga                          | Marina V.            |
| Psicopedagoga                      | Rosemara             |

## Publicações sobre o Coritiba

### Livros
- CARDOSO, Francisco. O Cotejo da Rivalidade através dos tempos. Desconhecida, 1945.[304][305]
- NETO, Carneiro e COELHO, Vinícius. Atletiba, A Paixão das Multidões. Fundação Cultural de Curitiba, 1994.[306][305]
- ASSUMPÇÃO, João Carlos e GOUSSINSKY, Eugénio. Coritiba Foot Ball Club: Emoção Alviverde. DBA, 2000.[307][305]
- NETO, Carneiro e COELHO, Vinícius. O Campeonísimo: A trajetória de Evangelino Neves. Coração Brasil, 2003.[308][305]
- MACHADO, Heriberto Ivan e CHRESTENZEN, Levi Mulford. Futebol do Paraná: 100 anos de história. Desconhecida, 2005.[309]
- FEDATO, Aroldo e KRAUSS, Paulo. Fedato: o Estampilla Rubia. Travessa dos Editores, 2005.[310][305]
- SIMÕES, René. Do Caos ao Topo: Uma Odisséia Coxa-branca. QualityMark, 2008.[311][305]
- TOBY. Coritiba, Campeão Brasileiro de 1985, na visão do campeão Toby. Edição do autor, 2009.[312][305]
- MOSIMANN, Paulo. Coritiba, 30 anos, 30 histórias: relatos da conquista inédita de 85. Edição do autor, 2009.[313][305]
- COELHO, Vinicius. Aryon Cornelsen: Um Empreendedor de Vitórias. Edição do autor, 2010.[314]
- STRESSER, Guta. Meu Pequeno Coxa Branca. Belas-Letras, 2010.[315][305]
- HELÊNICOS. Eternos Campeões. Edição do autor, 2012.[316][305]
- BRUSAMOLIN, Maria Helena. Os gols de Pizzattinho no campo e na vida. Edição do autor, 2013.[317][305]
- PAULA, Gilson de. Rafael Cammarota: A História de um Campeão. Edição do autor, 2014.[318][305]
- MATTAR, Guilherme. Jairo: A Muralha Negra do Clube Coxa-Branca. Editora Pós-Escrito, 2014.[319][305]
- NEVES, Marcos Eduardo. Alex, a Biografia.  Planeta, 2015.[320][305]
- RIBAS, Luis Renato. Glória de Campeão. Edição do autor, 2016.[321]
- BRANDÃO, Sérgio. Coritiba… seu futebol, sua história, seu futuro. Instituto Memória, 2018.[322]
- BARBOSA, Edílson de Souza. A volta do Campeão do Povo: Uma Superação Coxa-Branca. Edição do autor, 2020.[323]
- ASSEF, Marco. Capitão Hidalgo – A História da Vitória. Edição do autor, 2025.[324]

### Revistas
- PLACAR, Nº 503 - 4 Nações em Guerra. Abril, dezembro de 1979.[325]
- PLACAR, Nº 794 - CORITIBA: Campeão do Brasil. Abril, agosto de 1985.[326]
- PLACAR Edição Especial - As Maiores Torcidas do Brasil: CORITIBA. Abril, 1988.
- PLACAR, Nº 1335 - Coritiba Foot Ball Club: 100 ANos de Glórias. Abril, outubro de 2009.[327]

### Charges
- Los 3 Inimigos. Tiago Recchia, 1996.[328]

### Vídeos
- Da Queda ao Alto da Glória (Documentário): FILMCENTER, 2008, direção de Costa Rebelo.[329]
- Meu Paraná: Coritiba 100 Anos (Documentário de TV): RPC, 2009.[330]
- Loucos por Futebol: Homenagem ao Centenário do Coritiba (Programa de TV): ESPN Brasil, 2009.[331]
- Campeões do Brasil (Documentário de TV): Esporte Espetacular, 2013.[332]
- Nação Coxa-Branca (Programa de TV): Canal Premiere, 2013.[333]
- Heróis do Maracanã (Documentário): Grupo Helênicos, 2015, direção de Flávio Henrique Soethe.[334]
- Alex Câmera 10 (Documentário): ACE Movies, CS8 Films, Moro Filmes, 2019, direção de Caue Serur Pereira.[335]
- Cara a Cara: Campeonato Brasileiro de 1985: Bangu x Coritiba (Documentário): Beyond Films, SporTV, 2023, direção de Marcelo Pizzi.[336]
- 1973 – Os Campeões do Povo (Curta): Meu Coritiba (Canal do Youtube), 2025, Produzido por Tiago Grilo.[337]

### Audios
- Coritiba, Meu Esquadrão (LP): Sonarte Gravações, 1969.
- CORITIBA (LP): Rádio Clube Paranaense, 1985.[338]
- Campeoníssimo: Coritiba 80 Anos (LP): Rádio Clube Paranaense, 1989.
- Hinos Dos Clubes De Futebol Vol. 1 (Hinos Do Futebol Brasileiro) (LP): 1995.[339]
- Coritiba 90 anos (CD): 1999.
- Coral E Orquestra Musika – Hino Dos Campeões Vol. 2 (CD): 2009.
- Do Alto da Glória para 100 anos de História (Samba-enredo): Acadêmicos da Realeza, 2009.[340]

### Redes Sociais
- Coritiba Foot Ball Club no Instagram
- Coritiba Foot Ball Club no X
- Coritiba Foot Ball Club no TikTok